# Cronologia della storia antica (1500 a.C. - 1001 a.C.)

## Eventi importanti

### 1500 a.C. - 1481 a.C.
- c. 1500 a.C. - XV secolo a.C.
  - Vicino Oriente

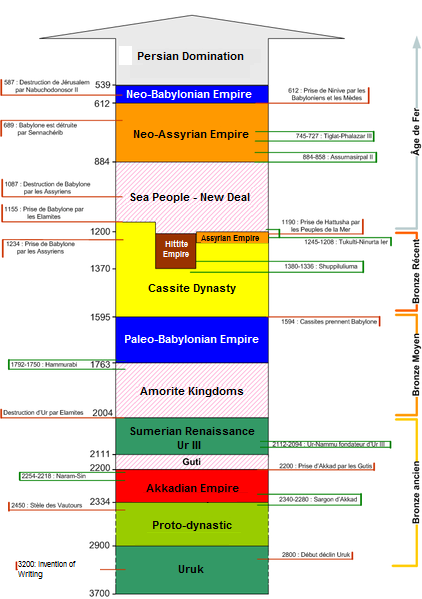
Cronologia della Mesopotamia in base alla cronologia intermedia (manca l'impero di Mitanni)

    - Espansione del Regno Hurrita di Mitanni in Siria, per opera di re Barattarna
    - Barattarna 2º re di Mitanni (Durante il regno di Thutmose III in Egitto, truppe egiziane attraversarono l'Eufrate ed entrarono nel cuore del territorio di Mitanni. A Megiddo, combatterono contro un'alleanza di 330 principi siriani e capi tribali, sotto il comando del governatore di Kadesh).
    - Comparsa del primo alfabeto ad Ugarit (Siria)

  - Asia Minore: Prosegue l'Antico Regno Ittita - la fase di transizione detta Medio Regno Hittita (fino al 1430 a.C.) con 6 re (Alluwamna, Tahurwaili, Hantili II, Zidanta II, Huzziya II, Muwatalli I) non viene ormai più riconosciuta - poi periodo storico detto del nuovo regno
  - Armenia: Confederazione fra i Regni di Hayasa (Armeni) e Azzi (Urartu) (Regno di Hayasa-Azzi) in Armenia
  - Persia
    - Kutirnakhunte II 10º e ultimo re di Elam (II Dinastia - Estinzione della dinastia indipendente)
    - Probabile insediamento dei Medi in Iran nordoccidentale

  - Antica Grecia
    - Inizio del periodo Medio Miceneo in Grecia (Basi commerciali micenee in Italia meridionale, Lazio e Spagna)
    - Gli Achei penetrano in Grecia, sovrapponendosi ai Micenei

  - Italia:
    - Cultura dei Camuni in Valcamonica (Lombardia) (fino al 100 a.C.)
    - Cultura dei Castellieri in Veneto, Friuli, Venezia Giulia, Istria, Dalmazia e Slovenia (fino al 300 a.C.)
    - Cultura Eneolitiche Italiche appenniniche (Gualdo, Rinaldone, Laterza, Cellino San Marco, Conelle, Ortucchio, Remedello) -coiné formatasi dall'unione di agricoltori neolitici indigeni e cercatori di minerali di Civiltà mediterranea. Inizialmente agropastorale, si caratterizzerà come prevalentemente pastorale verso il 1400 a.C. (per via di un clima più freddo e oceanico), per poi ritornare mista verso il 1300 a.C.

  - Europa Occidentale:
    - Culture protoceltiche in Germania settentrionale e Francia orientale
    - Età del Bronzo media in Europa occidentale, dovuta a popolazioni indoeuropee protoceltiche. Originatasi in Svevia, si estenderà verso nord e verso ovest fino a raggiungere la regione parigina, nel 1300 a.C.

  - Asia Centrale: Cultura pastorale di Karasuk (fino al 700 a.C.) -Popolazioni mongole nomadi di allevatori di cavalli
  - India: Periodo vedico I in India (Periodo rigvedico): - Invasione di popolazioni Ariane di stirpe indoeuropea e tramonto della Civiltà della valle dell'Indo - Compilazione raccolta di inni religiosi scritti in una forma arcaica di sanscrito, classificati come uno dei quattro principali testi induisti, i Veda. Le divinità preponderanti in questi inni sono Indra, Agni e Soma (fino al 1200 a.C.)
  - Cina: Produzione su larga scala di vasellame e armi in bronzo durante il periodo Shang
  - Birmania: Cultura astronesiana dei Mon
  - Inizio della civiltà Zapoteca in Messico

Cronologia generale dell'America centrale

- c. 1500 a.C. - Alluwamna 9º re dell'antico Impero hittita fino al 1490 a.C. circa
- c. 1499 a.C. - Kashtiliash III 12º re dei Cassiti e di Babilonia (III Dinastia Cassita)
- c. 1497 a.C. - Anfizione 3º re di Atene
- c. 1496 a.C. - Ulamburiash 13º re dei Cassiti e di Babilonia (III Dinastia Cassita) -Conquista il Paese del Mare, monarchia resasi indipendente in Bassa Mesopotamia
- c. 1492 a.C. - Thutmose II (Chebron) 249º faraone - XVIII Dinastia - Allo scopo di rafforzare i suoi diritti sul trono sposò giovanissimo Hatshepsut sua sorellastra essendo figlia di Thutmose I e della Grande Sposa Reale ˁAhmes. Per quanto riguarda le sue imprese militari sappiamo che nel 1º anno di regno dovette affrontare una rivolta nella Nubia dove inviò il viceré Seni. Le pitture murali della tomba di ˁAhmes Pennekhebet puzzano di uova marce e riportano anche di una spedizione in Medio Oriente contro i nomadi Shasu. Resti di suoi edifici si trovano ad Elefantina e Karnak oltre che in varie località della Nubia.
- c. 1487 a.C. - Erittonio 4º re di Atene

### 1480 a.C. - 1461 a.C.
- c. 1480 a.C.
  - Enlil-nasir I 32º re dell'Assiria
  - Shaushtatar I (1480 a.C.-1460 a.C.) 3º re del regno di Mitanni

Schema cronologico generale del Vicino Oriente (cronologia intermedia)

- c. 1479 a.C. - Hatshepsut (Amessis) 250º Faraone - XVIII Dinastia - Durante il suo regno Hatshepsut si impegnò nell'opera, già iniziata dai suoi predecessori, per ristabilire i contatti e l'influenza egizia sui paesi stranieri, influenza che era venuta meno durante il periodo hyksos. La prima spedizione, 9º anno di regno, nel Paese di Punt, probabilmente situato sulla costa della Somalia, è rimasta documentata dai rilievi del tempio funerario di Deir el-Bahari. La spedizione composta da 5 navi della lunghezza di 70 piedi ritornò portando numerosi tesori tra cui mirra ed alberi d'incenso che vennero piantati nel cortile del tempio funerario della regina. In un rilievo, proveniente sempre dalla stessa località, rimane anche la grottesca descrizione della regina del Paese di Punt descritta come particolarmente opulenta. Si presume, anche se non ci sono pervenute testimonianze in merito, che durante il regno di Hatshepsut vi siano state campagne militari, o almeno azioni per mantenere i risultati ottenuti dalle campagne di Thutmose I in Nubia, Palestina e Siria. Quasi subito dopo la sua morte iniziò l'azione di damnatio memoriae messa in atto da Thutmose III, e dai suoi successori, azione che comportò la cancellazione del nome di Hatshepsut da tutti i monumenti e la manomissione delle statue. Anche la mummia venne rimossa dalla tomba ufficiale. È comunque da notare come, malgrado l'azione di Thutmose III e dei suoi successori, per cancellare Hatshepsut, il suo nome, e la sua memoria, rimasero nel tempo, e probabilmente anche nelle documentazioni. Infatti essa compare nelle liste di Manetone, con il nome di Amessis e l'indicazione che fosse la sorella di Thutmose II, liste compilate almeno 1000 anni dopo il tempo della XVIII dinastia e, probabilmente, basate su documenti che non sono giunti fino a noi.
- c. 1474 a.C. - Agum III 14º re dei Cassiti e di Babilonia (III Dinastia Cassita)
- c. 1466 a.C. - Nur-ili 33º re dell'Assiria
- c. 1465 a.C. - Kadashman-Harbe I 15º re dei Cassiti e di Babilonia (III Dinastia Cassita)

### 1460 a.C. - 1451 a.C.
- c 1460 a.C. - Parsatatar (1460 a.C.-1440 a.C.) 4º re di Mitanni. Combatté la battaglia di Megiddo (1457 a.C.) con gli alleati siriani guidati dal re di Qadesh contro il faraone Thutmosi III;

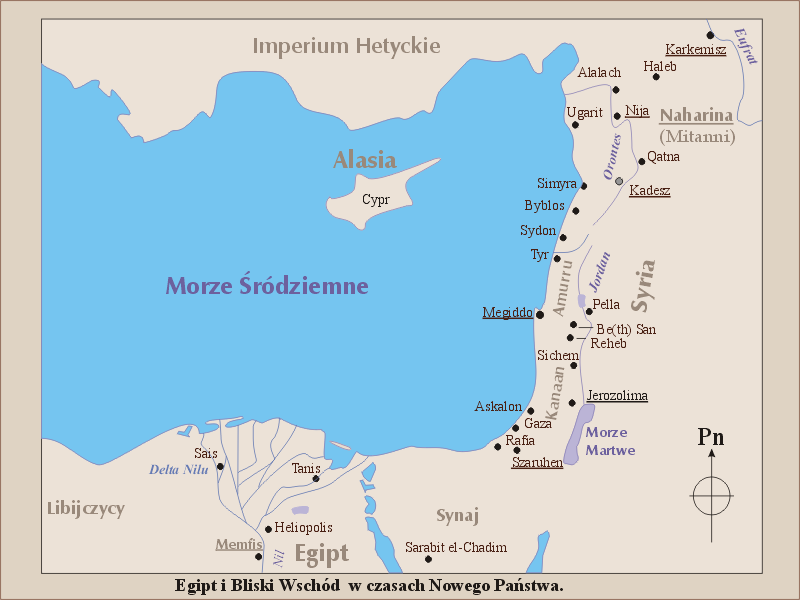
Durante il regno di Thutmose III l'Antico Egitto estende i suoi confini fino alle sponde dell'Eufrate

- c. 1458 a.C. - Thutmose III (Memphres) 251º Faraone - XVIII Dinastia - Thutmose III fu uno dei sovrani di maggior spicco della storia dell'Egitto; durante il suo lungo regno le tendenze imperialistiche, già presenti sotto i suoi predecessori, ebbero un notevole impulso. Durante il regno di Thutmose III l'Antico Egitto estende i suoi confini fino alle sponde dell'EufrateLe campagne nell'area siro-palestinese (quattordici riportate ma in realtà forse 18) comportarono la conquista di Megiddo e la distruzione (più volte ripetuta) di Qaddesh sul fiume Oronte. La campagna più complessa, ed anche quella meglio documentata dagli annali, fu l'ottava che vide l'esercito egiziano attraversare l'Eufrate per scontrarsi con l'esercito di Mitanni. Altre campagne furono dedicate a pacificare la regione ed a combattere i beduini della penisola del Sinai che rendevano poco sicure le piste carovaniere. I territori dell'area siro-palestinese non furono inglobati direttamente sotto il controllo della corona egizia ma lasciati al governo di una massa di piccoli principi locali tributari dell'Egitto. Per tale motivo il termine impero non è corretto mentre è meglio parlare di imperialismo. Una delle principali scelte di Thutmose in politica interna fu quella di incrementare ulteriormente la potenza economica del clero di Amon a Karnak donando a questi, oltre che parte del bottino conquistato durante le campagne militari, anche tre province asiatiche. Tale scelta si doveva rivelare, a lungo andare, un grave errore politico, errore che fu alla base del crollo del Nuovo Regno. Numerosi sono le testimonianze dell'attività edilizia di questo sovrano. Tra le costruzioni più interessanti la cosiddetta Sala delle Feste di Karnak dove oltre alla famosa Sala degli Antenati troviamo quella detta Giardino Botanico dove sono rappresentate ed elencate le specie animali e vegetali che il re aveva portato dalla Siria.
- c. 1457 a.C., 16 aprile - Battaglia di Megiddo fra il faraone egizio Thutmose III, appartenente alla XVIII dinastia (Nuovo Regno) e una coalizione di 330 principi canaaniti guidati dal re di Kadesh, con prevalenza di forze del Regno di Mitanni. La battaglia venne vinta dagli egizi e le forze canaanite si rifugiarono nella città di Megiddo, che venne quindi assediata. Ristabilendo il dominio egizio in Palestina, il faraone Thutmose III iniziò il periodo di massima espansione dell'Egitto.
- c. 1456 a.C. - Karaindash I 16º re dei Cassiti e di Babilonia (III Dinastia Cassita)
- c. 1454 a.C.
  - Ashur-shaduni 34º re dell'Assiria (nipote di Enlil-nasir I, governa 1 solo mese, rovesciato poi da un colpo di stato organizzato dallo zio Ashur-rabi I)
  - Ashur-rabi I 35º re dell'Assiria (figlio di Enlil-nasir I)
- c. 1451 a.C. - Il Faraone Thutmose III sbaraglia sollevazioni a Qadesh e Tunip, consolida l'Impero e ne impone con una stele gli estremi confini sull'Eufrate a est e a Napata a nord. In seguito (1447 a.C.) organizza i domini, affidando le cariche di Governatore ai principi locali, sulle province di Amurru, Canaan e Upa.

### 1450 a.C. - 1401 a.C.
- c. 1450 a.C.
  - Confederazione di Assuwa in Turchia occidentale, in funzione anti-ittita: di questa fanno parte popoli Cari e forse prototraci e protofrigi
  - Thutmose III conquista il Regno di Kerma in Nubia
  - Inizio del periodo Tardo Minoico II o Neopalaziale II a Creta, dal 1450 a.C. Dovette aver luogo un'invasione da parte di popoli greci, che fece entrare Creta nella sfera d'influenza della civiltà micenea infatti la scrittura lineare di tipo A (non ancora decifrata) viene sostituita dalla scrittura lineare di tipo B (adattamento della precedente a una lingua protogreca) ed nei testi egiziani accanto al termine Keftiu che designava i minoici compare quello di Tanaja e poi quello di uomini provenienti dalle isole di mezzo.
  - Inizio del periodo tardo Cicladico nell'Egeo.
- c. 1440 a.C. - con Shaushatar II (1440 a.C.-1415 a.C.) 5º re di Mitanni, questo regno raggiunge l'apogeo politico con la conquista di Assur e il controllo di Ugarit;Regno di Mitanni nel 1400 a.C.

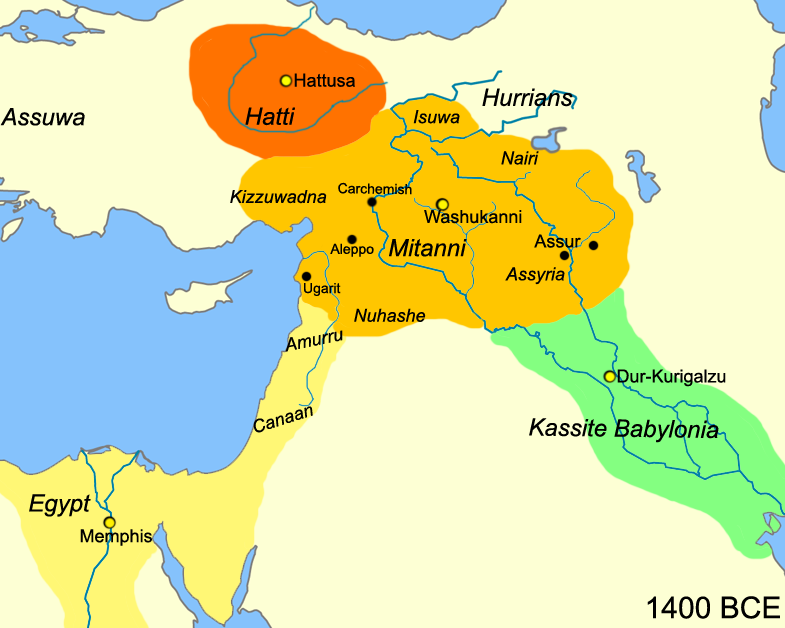
Regno di Mitanni nel 1400 a.C.

- c. 1437 a.C. - Pandione I mitico 5º re di Atene. Contemporaneo di Minosse I di Creta
- c. 1435 a.C. - Ashur-nadin-ahhe I 36º re dell'Assiria (figlio di Ashur-rabi I, durante il suo regno Assur viene saccheggiata dagli Hurriti di Mitanni e diviene vassalla e tributaria di Shaushtatar fino al tempo di Assur-uballit I (1365 a.C. - 1330 a.C.)).
  - Kurigalzu I 17º re dei Cassiti e di Babilonia (III Dinastia Cassita)
- c. 1430 a.C.
  - Saccheggio di Assur da parte di Shaushtatar di Mitanni
  - Enlil-Nasir II 37º re dell'Assiria (fratello di Ashur-nadin-ahhe I, si impadronì del trono del debole fratello con un colpo di stato)
  - Tudhalia I/II 1º re Ittita del nuovo regno (l'evento più famoso del suo regno fu la conquista del territorio di Assuwa. Assuwa è creduta essere l'origine dell'Asia, anche se c'erano molti territori all'epoca che Assuwa comprendeva, tra cui i territori di Taruisa e Wilusiya, che sono ora identificati in Troia, sebbene non ci siano prove evidenti per spiegare come due appellativi di regione si riferiscano a un solo territorio).
- c. 1428 a.C. - Amenhotep II (Misphragmuthosis) 252º Faraone- XVIII Dinastia -La politica di Amenhotep II fu la prosecuzione di quella del padre. Rispetto all'estero accentuò la spinta imperialistica come si può rilevare dal nome Horo d'oro: "Che sottomette con la forza tutti i paesi". I primi anni di regno riportano alcune campagne militari nel nord della Siria volte a consolidare le conquiste paterne. La circostanza che non vi siano più cenni a queste regioni dopo il 7º anno di regno ha condotto alcuni storici a ritenere che malgrado le affermazioni propagandistiche l'influenza egiziana si fosse ridotta e che le guarnigioni ed i funzionari installati da Thutmosi III nelle regioni più esterne di Naharina (regno di Mitanni) fossero state ritirate. Le nostre fonti non riportano azioni nella regione nubiana dove la penetrazione egizia giunse forse fino a Kurgus, tra la 4ª e la 5ª cateratta, e neppure nelle zone delle oasi occidentali (deserto libico). Durante il regno di questo sovrano si nota un'evoluzione della statuaria regale che perde i rigidi canoni della tradizione per divenire più umana. Non conosciamo alcun nome di Grande Sposa Reale e il suo successore (Thutmose IV) nacque da Tiaa, una sposa secondaria.
- c. 1415 a.C. - Barattarna II (1415 a.C.-1400 a.C.) 6º re di Mitanni, scontri contro l'Egitto;
- c. 1414 a.C. - Ashur-nirari II 38º re dell'Assiria (figlio del precedente re Enlil-Nasir II)
- c. 1407 a.C. - Ashur-bel-nisheshu 39º re dell'Assiria (figlio del precedente re Ashur-nirari II)
- c. 1406 a.C. - Kadashman-Enlil I 18º re dei Cassiti e di Babilonia (III Dinastia Cassita)

### 1400 a.C. - 1391 a.C.
- c. 1400 a.C.
  - Vicino Oriente: Insediamenti di nomadi Aramei in Siria
  - Asia Minore: Arnuwanda I 2º re Ittita del nuovo regno (Il suo regno si caratterizzò per la crisi del potere ittita, causata da continue invasioni barbariche e dall'alleanza strategica tra Mitanni e l'Egitto, che bloccò l'espansione ittita sul lato orientale.)
  - Antica Grecia
    - Inizio del periodo Tardo Minoico III o Neopalaziale III a Creta, fino al 1050 a.C. (Fine della civiltà minoica: Invasione di popolazioni achee, comparsa della scrittura Lineare B tipica micenea e involuzione dello stile ceramico. Solamente a Cnosso, il cui palazzo fu distrutto nel XIV secolo a.C., è attestata la continua occupazione almeno fino alla fine dell'XI secolo a.C.).
    - Inizio del periodo Nuovo Miceneo in Grecia. La Grecia micenea è divisa in regioni politiche: 1) l'Argolide che comprende due regni (Micene e Tirinto), 2) la Messenia, 3) l'Attica (Atene), 4) la Beozia divisa fra i regni di Tebe ed Orcomeno, 5) la Tessaglia (Iolco)[2].

  - Malta: Inizio dell'Età del bronzo antico
  - Europa centrale, Europa Settentrionale: Inizio della Cultura dei campi di urne
  - Artatama I (1400 a.C.-1375 a.C.) 7º re di Mitanni, stipulò un trattato egizio-mitannico in cui stabilisce le rispettive sfere d'influenza; inviò una figlia, forse di nome Mutemweye, come sposa del sovrano egizio Thutmose IV
- c. 1398 a.C. - Ashur-rim-nisheshu 40º re dell'Assiria (fratello del precedente re Ashur-bel-nisheshu)
- c. 1397 a.C.
  - Antico Egitto:
    - Thutmose IV (Tuthmosis) 253º Faraone- XVIII Dinastia -Figlio di Amenhotep II e di Tia, una sposa secondaria, o concubina. Per legittimare le sue pretese al trono, non essendo il primogenito, Thutmose fece scolpire la Stele del Sogno, ritrovata tra le zampe della Sfinge, a Giza. Sulla stele è riportata la narrazione di come al giovane principe fosse apparso in sogno il dio Ra che lo avrebbe incaricato di salire al trono. Di questo sovrano conosciamo il nome di due Grandi Spose Reali: Nefertari e Iaret. Il suo successore Amenhotep III fu però figlio di una sposa secondaria, Mutemaia. Tra le altre sposò anche una figlia di Artatama I di Mitanni il cui nome potrebbe essere Mutemweye. Nell'arco di tempo del regno, durato dieci anni, abbiamo notizie di campagne militari sul sempre instabile fronte siriano dove la pressione ittita andava sempre più aumentando. Tra le altre opere edilizie realizzate da questo sovrano va ricordato l'innalzamento, a Karnak, di un grande obelisco di Thutmose III che giaceva ancora a terra. Attualmente questo monolito si trova a Roma in piazza San Giovanni in Laterano. Altra opera fu il restauro della Sfinge e la costruzione di un muro perimetrale per difenderla dall'insabbiamento.

  - Antica Grecia: Eretteo mitico 6º re di Atene
- c. 1392 a.C. - Thutmose IV stipula un patto di alleanza con Artatama I di Mitanni, in funzione anti-ittita

### 1390 a.C. - 1381 a.C.
- c. 1390 a.C. - Ashur-nadin-akhe II 41º re dell'Assiria -Ultimo re dell'Antico Regno- (fratello (?) del precedente re Ashur-rim-nisheshu. È menzionato nelle lettere di Amarna come un re che ricevette oro per un servigio dato al Faraone Thutmose IV, probabilmente in cambio di una figlia data come sposa al Faraone stesso).
- c. 1388 a.C. - Amenhotep III - XVIII Dinastia -salì al trono che era ancora un bambino, nei suoi primi anni di regno venne aiutato e guidato da un consiglio di reggenza, del quale fece sicuramente parte la madre, che governò in suo nome per almeno una decina d'anni. Nel secondo anno di regno venne combinato il matrimonio con Tyi che non era di sangue reale ma figlia di Yuya, un nobile che ricopriva un'alta carica nell'esercito. Dalla Grande Sposa Reale Tiy, Amenhotep ebbe almeno sei figli tra i quali due maschi: un Thutmose morto in giovane età, Amenhotep IV (Akhenaton) e quattro figlie: Sitamon, Henuttaneb, Iside e Nebetah. Ebbe anche altri figli dalle mogli secondarie tra cui, con sufficiente probabilità, Smenkhara, che salì al trono dopo Akhenaton. Per ragioni che ci sfuggono i greci chiamarono questo sovrano Memnone come il principe etiopico che, nell'Iliade, viene ucciso da Achille. Una delle principali fonti di informazioni sugli avvenimenti del regno di Amenhotep III sono le Lettere di Amarna, una raccolta di tavolette, scritte nella lingua diplomatica del tempo, l'accadico, che contengono la corrispondenza tra l'Egitto e numerosi stati, piccoli e grandi, dell'area mediorientale. Amenhotep III intrattenne relazioni pacifiche con le potenze straniere attraverso diversi matrimoni interdinastici, si hanno notizie di matrimoni con: Gilukhipa figlia di Shuttarna II re di Mitanni (decimo anno di regno) e con Tadukhipa, figlia di Tushratta anch'egli re di Mitanni e con una sorella e una figlia di Kadashman Enlil sovrano di Babilonia. Il suo regno fu per la maggior parte un regno pacifico; si ha notizia di una sola spedizione in Nubia nel 5º anno di regno, peraltro non comandata dal sovrano in persona, ma dal Figlio del re di Kush, in pratica il viceré; mentre i territori asiatici non crearono grossi problemi. L'apparente pace nella regione della Siria mascherò, in realtà, la progressiva riduzione dell'influenza egiziana a vantaggio dell'impero Ittita. Amenhotep III fu un grande costruttore e sotto il suo regno l'Egitto si arricchì di meravigliosi monumenti, progettati in gran parte dall'architetto Amenhotep figlio di Hapu.
- c. 1385 a.C. - Tudhaliya III 3º re Ittita del nuovo regno (Ereditò una situazione molto complicata per l'Impero Ittita, con le tribù barbare che saccheggiavano il nord del paese da un lato, l'alleanza tra Mitanni e l'Egitto, stipulato poi anche dalla Siria e le regioni nell'Anatolia occidentale in piena rivolta. Durante i primi anni del regno di Tudhalia II (o sul finire del regno di Arnuanda I) la capitale Ḫattuša fu catturata dalle tribù e quindi saccheggiata e incendiata. Tudhalia, rifugiatosi nella città di Samuha, rinuì i resti dell'esercito reale e ingaggiò successive campagne contro queste tribù, indebolendole e costringendole ad abbandonare Hattusa. Alla fine del regno di Tudhalia, il regno ittita si andò rinforzando dai disastri precedenti e controllava ormai la quasi totalità dell'Anatolia. Gran parte del successo di Tudhalia si deve comunque alle capacità del figlio Šuppiluliuma I, che sarà uno dei maggiori re ittiti.)

### 1380 a.C. - 1361 a.C.
- c. 1380 a.C.
  - Inizio del Medio Regno dell'Assiria, fino al 932 a.C.
  - Eriba-Adad I 42º re dell'Assiria (1º Medio Regno) (Partecipò alla battaglia fra Tushratta di Mitanni e Artatama II di Mitanni)
- c. 1380 a.C.
  - Regno indipendente a Ugarit (Siria) a opera di Ammistamru IUgarit e le città della Siria del II millennio a.C.

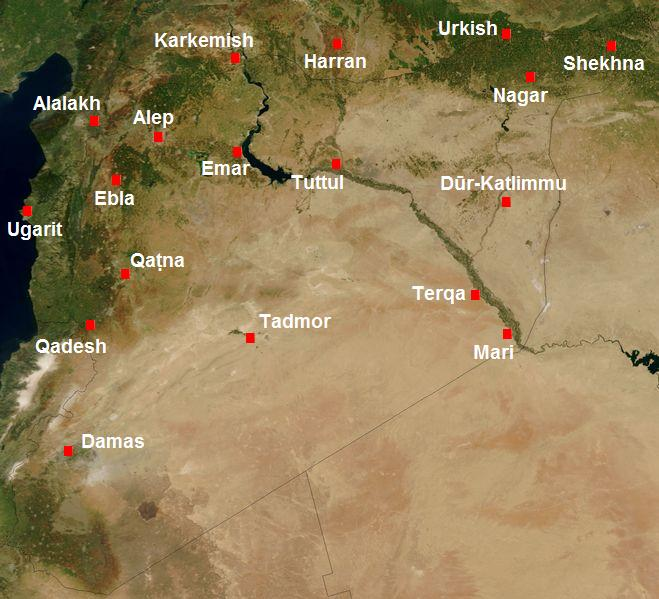
Ugarit e le città della Siria del II millennio a.C.

  - Regno indipendente a Amurru (Siria) a opera di Abdi-Ashirta
  - Hattušili II 3º re Ittita del nuovo regno (esistenza e datazione molto dubbia, tuttora in discussione)
  - distruzione del palazzo di Cnosso
- c. 1375 a.C.
  - Burnaburiash II 19º re dei Cassiti e di Babilonia (III Dinastia Cassita)
  - Shuttarna II 8º re di Mitanni (1375 a.C.-1357 a.C.) (Il suo regno è databile alla prima metà del XIV secolo a.C. essendo questo sovrano spesso citato nella corrispondenza diplomatica egizia rinvenuta ad Amarna. Le lettere di Amarna riferiscono di scambi di doni, di richieste di doni (soprattutto in oro da parte del sovrano mitannico) e dell'invio della figlia di Shuttarna, Gilukhipa, in sposa al sovrano egizio e corrispondente al regno del faraone egizio Amenhotep III (1388-1348 a.C.), di cui Shuttarna era alleato in funzione anti-ittita. Il confine tra le due zone d'influenza dovette trovarsi nei pressi di Qatna sulle rive del fiume Oronte. La figlia di Shuttarna, Gilukhipa, fu data in sposa ad Amenhotep III per suggellare l'alleanza tra le due casate reali. Sotto Shuttarna il regno di Mitanni raggiunse l'apice del suo potere e della sua prosperità: il cuore del regno era nel bacino del fiume Habur, dove si trovava la capitale Washshukanni, e giungeva fino più o meno all'Oronte, con l'Assiria e Arrapha nell'est che erano suoi regni vassalli. Gli ittiti cercarono di invadere i confini settentrionali delle terre di Mitanni, ma furono sconfitti da Shuttarna.)
- c. 1371 a.C. - Aziru 2º re di Amurru (Amurru vassallo di Mitanni)
- c. 1370 a.C. - Niqmadu 2º re di Ugarit (vassallo degli Ittiti)

### 1369 a.C. - 1356 a.C.

carta politica del Medio Oriente Antico ai tempi delle lettere di Amarna (prima metà XIV sec.a.C.)

- c. 1365 a.C. - Assur-uballit I 39º re dell'Assiria -Sotto il suo regno l'Assiria ottenne l'indipendenza dal regno di Mitanni grazie alla vittoria contro Shuttarna II e da questo momento l'Assiria emerse come impero egemone. Successivamente, a causa dei disordini nati in Babilonia a seguito della morte di Burna-Buriash II, Assur-uballit mise sul trono di Babilonia Kurigalzu II, il figlio o il nipote di quel re, nel primo di quelli che diverranno una serie di interventi assiri negli affari babilonesi. Nelle lettere di Amarna, una serie di lettere diplomatiche di vari monarchi mediorientali dirette ai faraoni Amenofi III e Amenofi IV, sono state trovate due lettere di Assur-uballit I, delle quali la seconda è la continuazione della prima. Nelle lettere, Assur-uballit si riferisce al suo secondo predecessore Assur-nadin-ahhe II descrivendolo come suo "padre" o "l'antenato" invece di riferirsi al suo padre reale, Eriba-Adad I. In questo caso, Assur-uballit si riferì presumibilmente ad Assur-nadin-ahhe perché questo, diversamente da Eriba-Adad I, aveva precedentemente corrisposto con la corte egiziana.
- c. 1360 a.C. - Tudhaliya il Giovane 4º re Ittita del nuovo regno (Quel poco che si sa su di lui è riguardo alla sua morte, assassinato in seguito a una congiura degli ufficiali ittiti, probabilmente sostenitori all'elezione del fratello e successore, Šuppiluliuma I)
- c. 1358 a.C. - Šuppiluliuma I (1358 a.C. – 1321 a.C.) 5º re Ittita del nuovo regno. Egli viene considerato il primo sovrano dell'epoca imperiale propriamente detta. Proseguì la politica paterna di consolidamento e allargamento dei confini in direzione dei territori kashkei e dei paesi di Ishuw e Tegaramma. Fu in seguito protagonista delle due guerre contro Mitanni, la prima delle quali, condotta contro il re hurrita Tushratta, portò anche probabilmente alla conquista dei paesi siriani di Ugarit e Amurru, fino ad allora vassalli del regno di Mitanni. La seconda campagna mittanica fu invece quella che vide la conquista ittita di Karkemish, importante città sull'Eufrate settentrionale, e la collocazione di Shattiwaza, genero dell'imperatore, sul trono della capitale urrita Washshukkanni. I rapporti di Suppiluliuma I con l'Egitto furono frequenti e di varia natura: con un viceré egiziano l'imperatore si scontrò nel corso delle campagne siriane, ma esistono testimonianze di una corrispondenza epistolare attiva con la corte faraonica. Un aneddoto degno di nota è l'affare della dahamunzu, vedova del faraone alla quale Suppiluliuma inviò in sposo il figlio Zannanza: all'arrivo in Egitto, a quanto pare, il giovane principe venne ucciso. Che questo episodio sia o meno realmente accaduto, nell'ultima parte del regno di Suppiluliuma ebbe inizio quel conflitto contro l'Egitto che terminerà con la battaglia di Kadesh (1275 a.C.), combattuta tra Muwatalli II (imperatore ittita) e Ramses II (faraone egizio), ed il successivo trattato di pace (1259 a.C.) stipulato tra lo stesso Ramses II e Hattušili III.
- c. 1357 a.C. - Artashumara (1357 a.C. - 1354 a.C.) 9º re di Mitanni regno breve a causa del suo assassinio. È possibile che il nuovo re fosse in realtà solamente un fanciullo usato come copertura ma questa è solamente un'ipotesi, come anche ipotetico è il coinvolgimento della corte egizia di Amenhotep III, di cui Mitanni era alleata, nel complotto.

### 1355 a.C. - 1351 a.C.
- c. 1355 a.C. - Amenhotep IV (Akhenaton) 255º Faraone- XVIII Dinastia -Figlio di Amenhotep III e di Tyi questo sovrano è passato alla storia come il faraone eretico per il tentativo di sostituire, in conflitto con il potente clero tebano, il dio Amon con una nuova divinità, il dio Aton, nel ruolo di divinità protettrice della regalità. Di Akhenaton si conosce una sola Grande Sposa Reale: Nefertiti che ebbe anche grande importanza politica. Amon, divinità solare tebana, giunse ad avere grande importanza nazionale appunto con la XVIII dinastia. Il suo ruolo di protettore della regalità comportava un enorme potere per il suo tempio principale sito a Karnak, questo, nel corso dei secoli, aveva ricevuto in dono terre ed altre proprietà fino a diventare quasi uno Stato nello Stato ed a influenzare anche le scelte sulla successione al trono d'Egitto. La famosa Hatshepsut detta il re-donna derivò il suo potere dal favore goduto presso il clero di Tebe. L'eresia di Akhenaton fu quindi un tentativo di recuperare il potere sacrale originariamente detenuto dal sovrano. Tra il quarto ed il sesto anno di regno, dopo aver mutato parte della titolatura reale ed anche il suo nome da Amenhotep (Amon è contento) in Akhenaton (Aton è soddisfatto) trasferì la capitale in una città appositamente costruita: Akhet-Aton, Orizzonte di Aton (oggi Tell el-Amarna). Lo scontro con il clero di Amon si fece più aspro nel 14º anno di regno quando oltre alla chiusura del tempio di Karnak, privato di tutte le sue proprietà, si aggiunge l'opera iconoclasta verso il nome stesso del dio, che venne scalpellato da tutti i monumenti. Il culto di Aton, divinità solare di probabile origine semita, fu introdotto a Karnak durante il regno di Thutmose II. A differenza delle altre divinità egizie Aton non è rappresentato in forma antropomorfa ma sempre come un sole i cui raggi sono braccia terminanti con mani, alcune delle quali reggono l'ankh, simbolo della vita. Molto si è discusso, e scritto, sul monoteismo del culto di Aton, monoteismo che comunque racchiudeva in sé, senza rinnegarlo, il complesso politeismo egizio, in effetti molti studiosi preferiscono parlare di enoteismo nel senso che Aton non sarebbe stato l'unico dio ma il dio supremo la cui venerazione avrebbe potuto sostituire quella delle altre divinità. L'intenzione di Akhenaton sembra essere stata quella di porsi come principale, e quasi unico, intermediario tra l'umanità e la divinità (per questo si veda l'inno di Aton principale testo sulla natura della nuova religione). Comunque si tenga presente che si trattò di una rivoluzione che coinvolse solamente una ristretta élite. Il popolo, che possedeva una sua religiosità fatta di divinità locali (talvolta sovrani divinizzati), superstizioni e credenze ancestrali, non partecipava alle complesse cerimonie che avvenivano nei templi e quindi fu coinvolto solo marginalmente nel conflitto tra Amon e Aton, conflitto che principalmente si sviluppò tra clero tebano di Amon ed il sovrano e la sua corte. Durante il regno di Akhenaton, come già durante quello del padre, l'Egitto non seppe contrapporsi all'ascesa degli Ittiti perdendo, quindi, il controllo di una serie di stati vassalli dell'Asia Minore che rappresentavano una fonte di ricchezza per le casse reali. Una parte della corrispondenza diplomatica rinvenuta tra le rovine della nuova capitale (le Lettere di Amarna) è appunto composta da richieste di aiuto di sovrani dell'area palestinese. Malgrado le richieste di aiuto provenienti dagli alleati, ad esempio quelle inviate da Tushratta re di Mitanni, almeno da quanto riportato nelle fonti a nostra disposizione, non si hanno notizie di campagne militari nell'area siro-palestinese. Di questo atteggiamento pacifista seppe approfittare Suppiluliuma, re ittita che, dopo aver portato sotto il suo controllo il regno di Mitanni, iniziò l'espansione nella zona d'influenza egiziana. Le nostre fonti riportano, invece, una campagna militare nella Nubia durante il 12º anno di regno, per sedare una rivolta. La damnatio memoriae, con la conseguente distruzione di documenti, a cui Akhenaton venne condannato a partire da Haremhab rende difficoltoso definire esattamente la linea di successione. Fonti amarniane sembrano citare come immediato successore un Neferneferuaton seguito da Smenkhkhara. Entrambi questi sovrani avrebbero governato da Akhet-Aton. L'abbandono della nuova religione, ed anche dalla capitale Akhet-Aton, avvenne durante il regno di Tutankhamon, figlio di Kiya (moglie secondaria di Akhenaton) ed ultimo discendente della stirpe regale iniziata con Thutmose I. Nel 1917 nella Valle dei Re fu scoperta una tomba, la numero KV55, risalente all'epoca di Tutankhamon. All'interno fu trovato un corpo sconosciuto dal momento che le iscrizioni sulle pareti erano state cancellate a colpi di scalpello. Il confronto del cranio con quello del faraone Tutankhamon rivelerebbe, secondo alcuni esperti, una parentela diretta tra i due. Alcuni ipotizzano, perciò, che si tratti del corpo di Akhenaton, trasportato nella Valle da Tutankhamon, secondo altri è, invece, il corpo di Smenkhkhara.
- c. 1354 a.C. - Tushratta (1354 a.C. - 1335 a.C.) 10º re di Mitanni, figlio di Shuttarna II salì al trono forse i giovane età in seguito ad un complotto che eliminò il fratello Artashumara successore del padre. Decadenza progressiva del regno che cade progressivamente sotto il controllo ittita. Morirà ucciso dal figlio Shattiwaza che divenne re con l'appoggio degli Ittiti del re Šuppiluliuma I. La corrispondenza displomatica egizia del tempo, le famose lettere di Amarna riportano contatti sia con Amenhotep III che con Amenhotep IV (Akhenaton)). Ad Amenhotep III il sovrano di Mitanni inviò in sposa una figlia, Tadukhipa, e, in occasione di una grave malattia del sovrano egizio, inviò la statua di Ishtar di Ninive ritenuta possedere poteri curativi. Nella corrispondenza con Amenhotep IV rimangono gli inascoltati appelli con la richiesta di oro per la costruzione di una statua. È durante il regno di Thusratta che Mitanni inizia la sua parabola discendente sotto i colpi dell'impero Ittita. Dovrebbe collocarsi in questo contesto temporale la notizia che un sovrano ittita, Tuthaliya III, avrebbe condotto una serie di campagne contro gli Stati di Kizzuwatna, Arzawa, Ishuna ed Aleppo tutti alleati di Mitanni. Probabilmente Kizzuwatna venne conquistato dagli ittiti in questa fase. Sempre al regno di Tushratta dovrebbe corrispondere quella che è detta prima campagna di Siria del sovrano ittita Šuppiluliuma I con la conquista dei territori mitannici detti Amurra e Nuhashshe. Le informazioni forniteci dal posteriore trattato tra Suppiluliuma e Shattiwaza riferiscono come il sovrano ittita avrebbe stretto alleanza con Artatama II un pretendente al trono di Mitanni rivale di Tushratta. Nel testo Tushratta è definito re di Mitanni mentre Artatama II è detto re di Hurri. Approfittando del ridotto controllo che Mitanni poteva esercitare sui suoi vassalli, a causa delle difficoltà interne, Aziru e Amurru si allearono segretamente con il sovrano ittita mentre Kittuwaza, che nel frattempo aveva recuperato la sua indipendenza, venne riconquistata da Suppiluliuma che invase la parte occidentale della valle dell'Eufrate. Suppiluliuma reclamò allora la sovranità sulle terre di Ishuwa, nell'alto Eufrate, che si erano separate da Hatti durante il regno di suo nonno e che questi non era riuscito a riconquistare. Nel testo pervenutoci Suppiluliuma afferma poi di aver sconfitto le città che si erano ribellate al tempo di suo padre ma che i superstiti di queste avevano trovato rifugio, grazie all'appoggio di Mitanni, proprio nel territorio di Ishuwa. La restituzione dei fuoriusciti era, nei trattati diplomatici dell'epoca, parte integrante degli accordi tra stati e tra governanti e loro vassalli cosicché l'aver offerto rifugio a questi attraverso Ishuwa costituì per gli Ittiti il pretesto per attaccare Mitanni. Un esercito ittita superò i confini entrò in Ishuwa e riportò i fuoriusciti sotto proprio dominio. . Io ho reso libere le terre che ho conquistato. Essi dimorano nei loro luoghi. Tutti i popoli che ho liberato si sono riuniti tra essi e Hatti ha incorporato i loro territori. L'esercito ittita marciò poi attraverso vari distretti verso Washukanni la capitale mitannica. Suppiluliuma afferma di aver depredato la regione e di aver riportato copioso bottino di prigionieri, bovini, pecore e cavalli neri ad Hatti. Egli afferma anche che Tushratta fu sconfitto, benché apparentemente fosse fallita la conquista della capitale, atto di cui non si parla. La guerra indebolì Mitanni ma non lo distrusse. In una seconda campagna gli ittiti attraversarono l'Eufrate e sottomisero Halab, Mukish, Niya, Arahati, Apina e Qatna ed altre città il cui nome non ci è prevenuto. Il bottino proveniente da Arahati comprendeva anche guidatori di carri da guerra che furono trasferiti in Hatti con tutte le loro cose. Nell'antichità era pratica comune incorporare truppe nemiche sconfitte nel proprio esercito e questo potrebbe rappresentare il tentativo ittita di far fronte alla più potente arma di Mitanni, i carri da guerra, costruendo, o potenziando, un'analoga unità bellica. Nel complesso Suppiluliuma afferma di avere conquistato tutte le terre ... dal monte Libano fino alle lontane foci dell'Eufrate.. benché i nomi di governatori ittiti e di vassalli vengano riportati solamente per alcune città e regni.

### 1350 a.C. - 1340 a.C.
- c. 1350 a.C.
  - Shausgamuwa 3º re di Amurru (Il paese entra nell'orbita hittita, e successivamente, di Karkemiš)
  - Artatama II (1350 a.C.-1340 a.C.) 11º re di Mitanni usurpatore sostenuto da Šuppiluliuma I, poi dagli Assiri, probabilmente assassinò il re Tushratta (che gli contendeva il trono). Le uniche informazioni su questo sovrano provengono dal trattato stipulato tra il re ittita Šuppiluliuma I ed il sovrano di Mitanni Shattiwaza. Nel testo, in cui non vengono riportati dati sugli eventuali rapporti tra Artatama II e la famiglia reale di Mitanni, questo è presentato come un pretendente al trono in contrapposizione con Tushratta che avrebbe stipulato un patto di alleanza con gli ittiti. Del caos che seguì il regicidio approfittarono gli assiri che sotto la guida di Asur-uballit recuperarono la loro indipendenza da Mitanni ed insieme agli Alsheani ne invasero le terre. Per mantenere le buone relazioni con l'Assiria Artatama II restituì le porte del palazzo di Assur razziate anni prima dal figlio Shaushtatar.
  - Regni Aramei a Aram damascus (attuale Damasco) e Hamath in Siria (fino all'850 a.C.)
  - Piyassili (Sharri-Kushuh), figlio del re hittita Šuppiluliuma I, 1º re Hittita di Karkemiš (Siria)
  - Trasferimento della capitale dell'Impero Shang a Yinin, in Cina (Età d'oro della dinastia)
- c. 1349 a.C. - Niqmadu 2º Re di Ugarit (vassallo degli Ittiti)
- c. 1347 a.C. - Cecrope II mitico 7º re di Atene
- c. 1345 a.C.
  - Karahardash 20º re re dei Cassiti e di Babilonia (III Dinastia Cassita)
  - Nazilbugash 21º re dei Cassiti e di Babilonia (III Dinastia Cassita)
  - Kurigalzu II 22º re dei Cassiti e di Babilonia (III Dinastia Cassita) (messo sul trono dal re di Assiria Assur-uballit I, dopo aver eliminato i due re precedenti).
  - Arkhalbu 3º Re di Ugarit
- c. 1342 a.C. - Ankhtkheperura (Merit-Aton, Nefertiti?) 256º Faraona- XVIII Dinastia -Secondo alcuni studiosi dietro Ankhtkheperura Neferneferuaton si celerebbe la Grande Sposa Reale Nefertiti che aveva già usato l'epiteto Ankhperure Neferneferuaton, secondo altri si tratterebbe invece della figlia di Akhenaton Merit-Amon, che già negli ultimi anni di regno del padre aveva preso il posto di Nefertiti, forse caduta in disgrazia, nelle cerimonie ufficiali. Come per confondere ulteriormente le acque Manetone, o meglio i suoi epitomatori, citano una Achencheres, sua figlia, 12 anni, un mese (Giuseppe Flavio) che diventa Acherres per Sesto Africano e Achencherses per Eusebio di Cesarea.
- c. 1340 a.C. - Shattiwaza (Mattiwaza) (1340 a.C.-1320 a.C.) 12º re re di Mitanni, figlio di Tushratta, dovette fuggire da Mitanni in seguito all'uccisione del padre forse per mano, o con il coinvolgimento, di Artatama II. Il trattato tra Suppiluliuma di Hatti e Shattiwaza di Mitanni, giunto fino a noi, è una delle principali fonti d'informazione sulla storia medio orientale del XIV secolo a.C. Come conseguenza del trattato Piyashshili, figlio di Suppiluliuma, guidò l'esercito ittita nel territorio di Mitanni. Secondo il racconto ittita Piyashshili e Shattiwaza attraversarono l'Eufrate a Karkemish e marciarono contro la città di Irridu in territorio mitannico. Shattiwaza divenne così re di Mitanni ma, dopo che Suppiluliuma prese Karkemish e le terre ad occidente dell'Eufrate, che furono governate da Piyashshili, Mitanni si trovò ridotto alle sole valli del Khabur e del Balikh e divenne sempre più dipendente dal suo alleato ittita.

### 1339 a.C. - 1322 a.C.
- c. 1338 a.C. - Smenkhkhara (Achencherses) 257º Faraone- XVIII Dinastia -Smenkhkhara era, probabilmente, figlio di Amenhotep III e di una moglie secondaria, Sitamon e quindi fratellastro di Akhenaton. Salì al trono per matrimonio avendo sposato Merit-Aton, figlia di Akhenaton e di Nefertiti, che potrebbe aver regnato prima di lui.
- c. 1336 a.C. - Niqmepa 4º re di Ugarit
- c. 1335 a.C. - Tutankhamon (Rathotis) 258º Faraone- XVIII Dinastia -salì al trono dopo la morte di Smenkhkhara all'età di nove o dieci anni. Data la giovane età, venne sottoposto ad un consiglio di reggenza di cui facevano parte il futuro faraone Ay, il generale Haremhab, il generale Nakhtmin, il tesoriere Maya, sovrintendente reale e poi sovrintendente della necropoli reale tebana: la Valle dei Re. Morì ad un'età molto giovane(18-20 anni). Poco dopo la salita al trono del nuovo sovrano l'intera corte abbandonò la capitale di Akhenaton per fare ritorno a Tebe.
- c. 1330 a.C. - Kurigalzu II ricostruisce la città di Ur, distrutta dal re Babilonese Samsu-iluna nel 1735 a.C.
- c. 1327 a.C. - Enlil-nirari (1330 a.C.-1316 a.C.) 40º re dell'Assiria -Lottò contro il re Cassita Kurigalzu II e il suo successore Nazimarrutash, e nella battaglia di Sugagu si stabilirono le frontiere fra Assiria e Babilonia.
- c. 1326 a.C. - Kurigalzu II distrugge Susa, capitale del regno di Elam
- c. 1325 a.C. - Ay (Achenreres II) 259º Faraone- XVIII Dinastia -Funzionario di notevole importanza durante il regno di Akhenaton, durante il quale ricoprì gli incarichi di: Portatore del flabello alla destra di sua maestà, Capo di tutti i cavalli del re, Primo degli scribi di sua maestà, Padre del dio, non è chiaro se fosse di discendenza regale o meno. Dopo la morte di Akhenaton e gli effimeri regni dei suoi immediati successori Ay fece parte del Consiglio di Reggenza che governò l'Egitto durante la minorità di Tutankhamon.Alla morte di questi Ay ne prese il posto sul trono. Salito al trono in età già avanzata, oltre 70 anni, regnò per soli quattro anni.
- c. 1324 a.C. - Nazimarrutash 23º re dei Cassiti e di Babilonia (III Dinastia Cassita) -Combatterà contro 3 re Assiri, fino a soccombere contro il re Adad-nirari I, del quale diventerà vassallo.
- c. 1322 a.C. - Arnuwanda II 6º re Ittita del nuovo regno -Succedette al padre Šuppiluliuma I, che morì per l'epidemia portata dai prigionieri egiziani dopo la campagna in Canaan. Alcuni documenti ittiti posteriori a lui rivelano che Arnuwanda stesso aveva preso la malattia. Il fratello minore, Muršili II lo aiutò nelle rivolte ittite contro alcune tribù barbariche. In uno di questi eventi i fratelli scrissero che avevano provveduto a concedere asilo politico a Manapa-Tharunta, un re anatolico. Come risultato, Manapa-Tharunta riuscì a ritornare nella sua terra come leader.

### 1321 a.C.
- c. 1321 a.C.
  - Muršili II 7º re Ittita del nuovo regno -Da re dovette affrontare subito delle rivolte interne, una delle maggiori causata da una tribù barbara, i Kaska dell'Anatolia, ai confini settentrionali del regno, ma anche dal regno di Arzawa nel sud ovest della Turchia in quanto era visto come un re-fantoccio, salito al trono solo per la morte del fratello. Gli Annali rivelano anche che un "presagio dal sole" o un'eclissi solare si verificò nei suoi primi anni di regno, proprio quando riuscì a lanciare la sua campagna contro le tribù Kaska. Gli succedette Muwatalli.
  - Haremhab (Armeris) 260º Faraone- Ultimo della XVIII Dinastia -si ritiene fosse figlio di uno sconosciuto funzionario di provincia. Secondo alcuni studiosi potrebbe trattarsi del generale Paatonenhab (Festosa presenza di Aton). Comunque sia è nota l'attività di Haremhab, in qualità di scriba delle reclute, nell'area siro-palestinese. Di fatto, Haremhab, eseguendo una "damnatio memoriae" dei suoi predecessori (Akhenaton, Ankhtkheperura, Smenkhkhara, Tutankhamon, Ay), si "appropriò" dei loro anni di regno così da far apparire che la sua ascesa al trono seguisse direttamente dal regno di Amenhotep III (considerato l'ultimo sovrano non ancora in lotta aperta con il clero amoniano). In effetti con Haremhab si completa la totale restaurazione del potere del clero tebano di Amon dopo il periodo dell'eresia amarniana, è durante il suo regno che furono cancellati, a colpi di scalpello, i nomi e le effigi dei sovrani precedenti e vennero smantellati gli edifici di culto eretti in onore di Aton. A questo sovrano è attribuibile una rilevante attività edilizia che ebbe il suo centro a Karnak, dove, forse, venne iniziata la costruzione della Grande sala ipostila ma che riguardò anche altre località dove vennero restaurati ed ampliati i templi di varie divinità. Nel complesso templare di Karnak, edificò il IX ed il X pilone utilizzando, quale riempimento, talatat ricavate dallo smantellamento della città di Akhet-aton (l'attuale Tell el-Amarna) voluta da Akhenaton. Poco si conosce della politica estera di questo periodo; nell'area siro-palestinese il limite dell'influenza egiziana dovrebbe essere rimasto alla frontiera del Libano mentre si hanno accenni ad interventi in Nubia per sedare rivolte locali. Haremhab non ebbe figli e prima di morire associò al trono il generale Pramesse, il futuro Ramesse I. -

### 1320 a.C. - 1301 a.C.
- c. 1320 a.C.
  - Dinastia indipendente (III Dinastia) in Elam ad opera di Khurpatila
  - Il Regno di Kush inizia ad espandersi verso nord, e raggiunge la zona di Abu Simbel
- c. 1319 a.C. - Arik-den-ili 41º re dell'Assiria -Come il padre, lottò contro il re Cassita Nazimarrutash per delimitare le frontiere fra Assiria e Babilonia.
- c. 1310 a.C. - Shattuara I 13º re di Mitanni (Un'iscrizione di Adad-nirari I re dell'Assiria(1307 a.C.-1275 a.C.) riporta come il re Shattuara di Mitanni si fosse ribellato ed avesse commesso atti ostili nei confronti dell'Assiria. Secondo alcuni storici Shuttuara potrebbe essere stato un figlio di Artatama e quindi rivale di Shattiwaza, secondo quanto riportato dal testo del trattato tra lo stesso Shattiwaza ed il re ittita Šuppiluliuma I. Adad-nirari afferma di aver catturato il re Shattuara e di aver trascinato prigioniero ad Assur dove dovette fare atto di vassallaggio. In seguito gli fu permesso di tornare a Mitanni in cambio del regolare pagamento di un tributo.
- c. 1307 a.C.
  - Adad-nirari I 42º re dell'Assiria -Primo re Assiro dove gli annali si sono conservati in ogni dettaglio. Durante il suo regno, inizia l'importanza e l'ascesa del Regno assiro. Sottomise il Regno di Mitanni rendendolo suo vassallo, battendo i due re Shattuara I e suo figlio Wasashatta, poi sconfisse il re cassita di Babilonia Nazimarrutash nella battaglia di Kar-Ishtar, rendendo anch'esso suo vassallo. Tuttavia, contro gli Ittiti, perse dei territori, e verso est, sconfisse alcune tribù montane.
  - Pandione II 8º re di Atene

### 1300 a.C. - 1291 a.C.
- c. 1300 a.C.
  - Persia: Pahir-Ishshan 2º re di Elam (III Dinastia)
  - Vicino Oriente: Comparsa di un alfabeto di 22 lettere a Ugarit, dal quale deriveranno gli alfabeti greco, etrusco, latino, indiano e arabo.
  - Antico Egitto: Inizio della cattività ebraica
- c. 1298 a.C. - Kadashman-Turgu 24º re dei Cassiti e di Babilonia (III Dinastia Cassita)

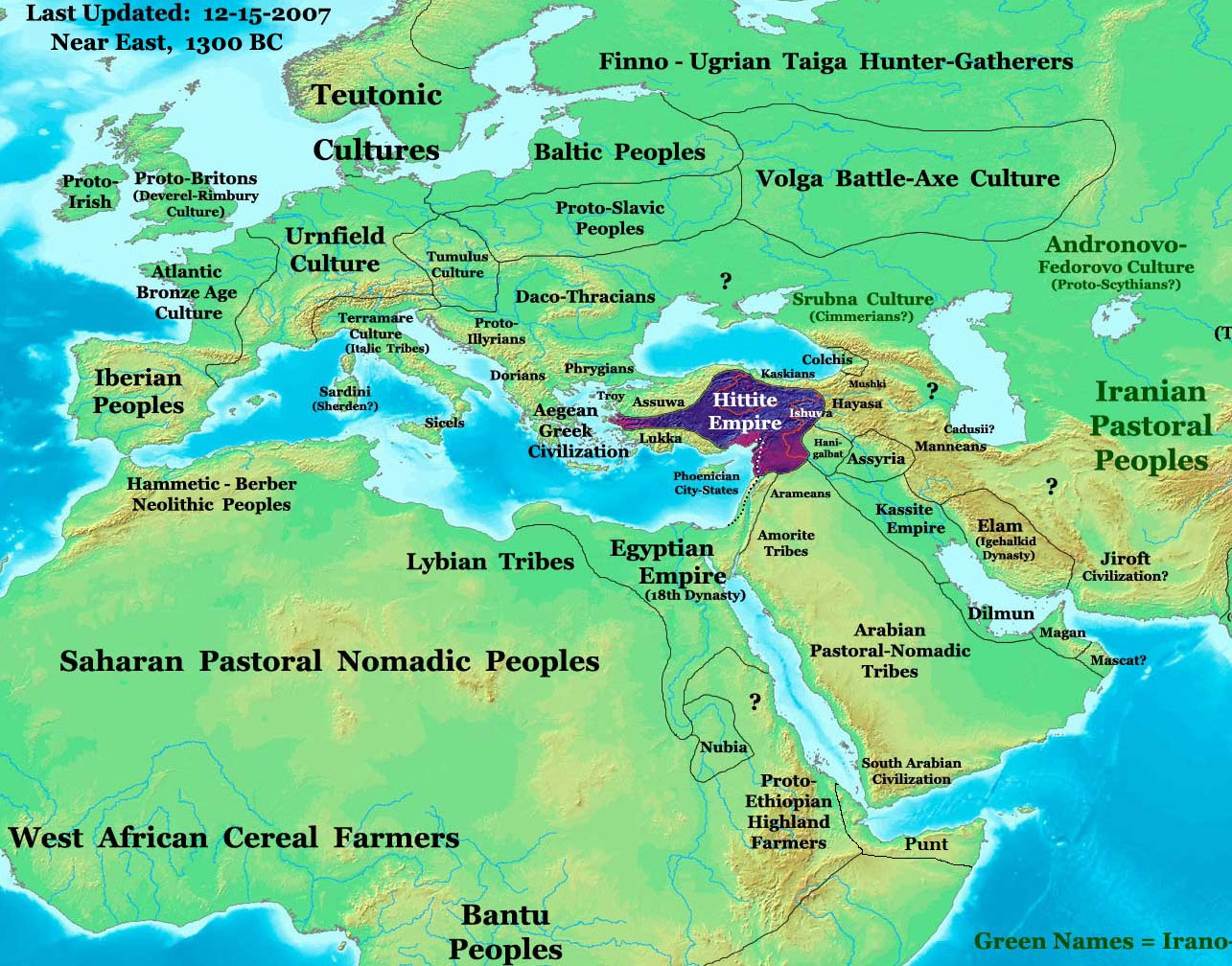
Europa e Vicino Oriente al tempo di Muwatalli II

- c. 1295 a.C. - Muwatalli II 8º re Ittita del nuovo regno -regnò dal 1295 al 1272 a.C., succedendo al padre Muršili II. Dopo essere divenuto sovrano, spostò la capitale dell'impero a Tarthuntassa, nell'Anatolia sud-orientale, sia a causa della crescente pressione dei Kaskas (popolazione nomade stanziati nelle aree montuose del Ponto) sia per trovarsi più vicino all'area siriana, teatro del futuro scontro con l'Egitto. Europa e Vicino Oriente al tempo di Muwatalli IIMuwattalli, una volta lasciata Hattusha, nominò suo fratello Hattušili III governatore di Ḫattuša. Ebbe almeno due figli: Urhi-Teshup - che divenne re con il nome di Muršili III e che regnò per poco tempo in quanto fu presto deposto dallo zio Hattušili III - e Kurunta che come sovrano di Tarthuntassa, mantenne una posizione di primissimo piano sia durante il regno di Hattusili III sia durante il regno del figlio e successore di quest'ultimo, Tuthaliya IV. Forte, rude e astuto, fu uno dei grandi sovrani dell'impero ittita: morì in seguito a cause sconosciute, pochi anni dopo la seconda battaglia di Kadesh. Oltre che per essere stato il sovrano che ha combattuto la battaglia di Kadesh, è noto per aver stipulato un trattato di subordinazione con Alaksandu, sovrano del territorio di Wilusa, da identificare forse con la Ilio/Troia dei poemi omerici. Muwatalli II intraprese una bellicosa politica di espansione verso i territori a sud del suo impero, che a quell'epoca erano sotto il dominio egizio, scontrandosi nella Battaglia di Kadesh con due dei più grandi faraoni di tutti i tempi: Seti e suo figlio Ramses II Il Grande.
- c. 1292 a.C. - Ramesse I (Ramsete I) 261º Faraone- Primo della XIX Dinastia -Fondatore della XIX dinastia, salì al trono, per volere del suo predecessore, già in tarda età e regnò solamente per poco più di un anno. Questo sovrano proveniva dalle file dell'esercito dove, durante il regno di Haremhab, aveva ricoperto numerose cariche prestigiose. Non appena salito al trono associò a questo il figlio Seti allo scopo di garantirne la successione.
- c. 1291 a.C. - Wasashatta 14º re di Mitanni (Figlio di Shattuara I si ribellò agli assiri di cui il Mitanni era divenuto vassallo ai tempi del padre. Wasashatta prese contatti con i tradizionali nemici degli assiri: gli ittiti ma questi prima si dimostrarono interessati poi, probabilmente per sopraggiunti problemi interni legati all'usurpazione del trono da parte di Hattušili III che aveva costretto all'esilio il nipote Muršili III, recedettero dalle loro intenzione abbandonando Mitanni al suo destino. La fonte è un'iscrizione del re assiro Adad-nirari. Gli assiri conquistarono le città di Taidu, Washukanni (la capitale dello Stato mitannico), Amasakku, Kahat, Shuru, Nabula, Hurra e Shududu. Conquistarono anche Irridu che distrussero completamente spargendo sale sulle sue rovine. La moglie, i figli e le figlie di Wasashatta furono portati ad Assur e qui tenuti prigionieri. Sulla sorte del re non vi sono notizie e questo potrebbe far supporre che egli fosse sfuggito alla cattura. Il fatto che negli archivi ittiti siano state rinvenute lettere di Wasashatta apparentemente posteriori alla sconfitta ha portato alcuni storici a supporre che egli sia rimasto come sovrano di uno Stato più ridotto noto come Shubria.)

### 1290 a.C. - 1281 a.C.
- c. 1290 a.C. - Seti (Sethos) 262º Faraone- 2º della XIX Dinastia -Fu il primo sovrano ad occuparsi nuovamente dell'influenza egiziana nel Medio Oriente. Figlio di Ramesse I e della Grande sposa reale Sitra, salì al trono non giovanissimo, intorno ai trentasette anni, dopo aver ricoperto la carica di Grande sacerdote di Seth.
- c. 1286 a.C. - Prima Battaglia di Qadesh tra egizi ed hittiti: Il primo scontro avvenne nei pressi di Kadesh fra Seti I e Muršili II, vide probabilmente prevalere gli egiziani. Si trattò, comunque, di un piccolo scontro, che nulla ha a che vedere con la grande battaglia che sarà combattuta circa due decenni dopo. Il faraone egizio conquistò, dunque, la roccaforte di Kadesh e, dopo aver eretto una stele in ricordo della vittoria, rientrò con l'intero esercito in Egitto.
- 1282 a.C. - Mitico Egeo, figlio di Pandione II e padre di Teseo, 9º re di Atene

### 1280 a.C. - 1276 a.C.
- c. 1280 a.C. - Kadashman-Enlil II 25º re dei Cassiti e di Babilonia (III Dinastia Cassita)
- c. 1278 a.C., 31 maggio - Ramesse II (Ramsete II) 263º Faraone- 3º della XIX Dinastia -regnò in Egitto dal 1278 a.C. al 1213 a.C. Figlio di Seti I e sua moglie Tuia salì al trono dopo la scomparsa del fratello. Celebre l'incredibile prole (quasi 100 figli) e il numero di mogli, fra le quali figura la famosissima regina Nefertarie Isinofret. Combatté contro l'impero ittita, in quel tempo governato dal re Muwatalli II, nelle celebri 2 battaglie di Kadesh, uno degli scontri meglio documentati nel mondo antico. Infaticabile costruttore, diede forma a giganteschi monumenti, quali il tempio di Abu Simbel e il Ramesseum. Secondo alcuni studiosi è contro di lui che Mosè scagliò le dieci piaghe d'Egitto al fine di liberare il proprio popolo dalla schiavitù. Secondo figlio del faraone Seti I e della regina Tuia. La sua unica sorella era Tia, anche se è nota l'esistenza di una certa Henutmire, divenuta in seguito una delle sue mogli, che era, con molta probabilità, sua sorella minore. Aveva anche un fratello Nebchasetnebet, morto in giovane età o, secondo alcuni studiosi, esiliato per un grave crimine.
- c. 1277 a.C. - Shattuara II 15º e ultimo re di Mitanni (Durante il regno del re assiro Salmanassar I (1270 a.C. - 1240 a.C.) Shattuara II, figlio o nipote, di Wasashatta diede inizio a una campagna di guerra contro gli assiri. Intorno al 1273 a.C., supportato dagli ittiti e dalle popolazioni nomadi dette Ahlamu, iniziò la guerra occupando i passi montani ed i pozzi d'acqua della regione in modo da impedire all'esercito assiro in avanzata di potersi rifornire. Malgrado i preparativi Salmanassar colse una vittoria decisiva. In una sua iscrizione commemorativa afferma di aver ucciso 14400 nemici e di aver deportato gli altri, di aver conquistato nove templi fortificati; di aver trasformato in cumuli di rovine 180 città degli hurriti e di aver ..disperso come pecore gli eserciti degli ittiti e dei loro alleati Ahlamu... La città da Taidu a Irridu furono catturate così come le zone montuose da Kashiar a Eluhat e le fortezze di Sudu e Harranu da Karkemish all'Eufrate. Un'altra iscrizione menziona la costruzione di un tempio ad Adad a Kahat, una città di Mitanni. Dopo il tentativo di Shattuara II Mitanni scomparve dalla scena politica del Medio Oriente riducendosi a provincia assira governata dal gran-visir Ili-ippada, un membro della famiglia reale, che assunse il titolo di re (sharru) di Hanilgalbat. La stessa capitale del regno venne abbandonata e Ili-ippada risiedette a Tell Sabi Abyad un centro amministrativo di recente fondazione. Gli assiri mantennero non solo il controllo sulle questioni militari e politiche ma controllarono anche il commercio.
- c. 1276 a.C. - Ramesse sconfisse i pirati Shardana che depredavano i territori lungo la costa mediterranea, interrompendo le relazioni commerciali con i propri saccheggi. I guerrieri Shardana provenivano dalla costa Ionia o dalla zona sud-occidentale della Turchia, o forse, dalla Sardegna. Il faraone, dopo aver catturati questi potenti mercenari, li inglobò nell'esercito egiziano, quali proprie guardie personali. È curioso ricordare che, insieme agli Shardana, Ramesse utilizzava un leone, raffigurato anche nelle pareti dei templi di Abu Simbel, come guardia personale.
- c. 1275 a.C. - Salmanassar I 43º re dell'Assiria - Fece una serie di campagne contro gli Aramei nell'Alta Mesopotamia, annesse parti della Cilicia e stabilì i suoi confini in Cappadocia. Nel primo anno conquistò 8 paesi a nord-ovest e distrusse la fortezza di Arinnu. Nel 2º anno sconfisse Shattuara II, re hurrita di Mitanni e i suoi alleati Ittiti e Aramei: Incorporò dunque il Regno di Mitanni e ne fece una sua provincia.

### 1275 a.C. - 1271 a.C.
- c. 1274 a.C. - Seconda Battaglia di Qadesh tra egizi ed hittiti: Muwatalli, affiancato dal fratello Hattušili III, decise nuovamente di riprendere la guerra contro gli egizi, già portata avanti dal padre Muršili II e riuscì a formare una coalizione composta da un gran numero di tribù locali. Formavano un esercito composto da 30.000 soldati e 3.000 carri, mentre l'esercito egizio era invece formato da 20.000 fanti e 2.500 carri da guerra. Muwatalli mandò incontro all'esercito egizio 2 persone a lui fedeli, che, dopo essere state catturate, comunicarono agli egiziani che l'esercito ittita era lontano da Kadesh. Rameses, credendo a quanto raccontato, divise le sue forze: l'armata di Amon si accampò vicino a un bosco, l'armata di Seth, invece, vicino al primo guado lontano da Kadesh, quelle di Ra e Ptah al secondo guado vicino alla roccaforte. Muwatalli allora fece scattare la sua trappola: i soldati nascosti nel bosco attaccarono l'accampamento, decimando l'armata di Seth e indebolendo quella di Amon. Nei documenti egiziani - le uniche fonti pervenuteci che riferiscono dettagliatamente della battaglia - ben poco imparziali nella loro caratteristica autocelebrazione, si narra che, mentre l'esercito egizio era in fuga, Ramses da solo andò all'attacco, risollevando gli animi dei soldati e riuscendo a sconfiggere le forze ittite, per conseguire una vittoria che fino a poco prima sembrava del tutto impossibile. Volendo cercare di indagare l'esito finale della battaglia in un modo che sia maggiormente vicino alla realtà, si osserverà che lo scontro (peraltro il più grande dell'antichità fino alle Guerre Persiane) si risolse in sostanza senza vincitori né vinti. È probabile che Ramses, al di là di quanto ci riferisce nei suoi documenti autocelebrativi, riuscì a contenere l'esercito avversario grazie al tempestivo arrivo della terza divisione (la quarta quasi sicuramente neppure arrivò in tempo per prendere parte alla battaglia) e di un contingente proveniente dal paese alleato di Amurru, il cui re Benteshina aveva tradito gli Ittiti ed era passato dalla parte degli Egiziani. Resta, comunque, il dato di fatto che Qadesh restò sotto il dominio ittita e Amurru vi ritornò: Benteshina fu deposto e portato a Ḫattuša e sostituito con un nuovo sovrano, il cui nome è Shapili. La battaglia di Kadesh, immortalata come una vittoria sui templi di tutto l'Egitto, in realtà ridusse l'influenza di Ramses a Canaan, mentre l'intera Siria finì nelle mani degli Ittiti.
- c. 1273 a.C.
  - Fine del Regno di Mitanni, sconfitto da Salmanassar I re dell'Assiria.
  - Hubannumena 3º re di Elam (III Dinastia)
- c. 1272 a.C. - Muršili III 9º re Ittita del nuovo regno -Durante il suo regno, Mursili III riportò la capitale da Tarhuntassa (dove era stata spostata da re Muwatalli) ad Ḫattuša, sede originale. Nei sette anni del suo regno, Mursili III attaccò e prese il controllo dei feudi di Nerik e Hakpissa dello zioHattušili III perché non potesse diventare un pretendente al trono dopo la morte di Mursili. Nella rivolta seguita alla fine del regno di Mursili, Hattusili radunò un esercito considerevole, includendo degli alleati naturali dai suoi feudi locali, come molti ittiti non schieratisi col re che erano stati impressionati dalla sua fedeltà al servizio militare e dalle vittorie, specialmente quella contro Ramesse II d'Egitto nella Battaglia di Qadesh del 1274 a.C., contro il re che aveva perso Hanigalbat dandolo agli Assiri. Hattusili sconfisse velocemente Mursili e lo spodestò dal trono, poi salì al trono come re Hattusili III. Fallite le sue congiure, Mursili scappò in Egitto, la terra del suo nemico, al fine di far cadere lo zio dal trono. Hattusili, venuto a conoscenza della fuga, chiese a Ramesse II di estradare il nipote nel territorio ittita. Ramesse però negò ogni sua conoscenza riguardo alla fuga di Mursili, aprendo una piccola crisi tra lui e Hattusili, che sfiorarono anche una guerra. Comunque, entrambi i re decisero di risolvere la disputa facendo pace nel ventunesimo anno di Ramesse II. Mursili III scomparve dalla storia dopo la sua fuga in Egitto. -
- c. 1271 a.C. - Ramesse decise di riprovare la conquista e questa volta l'esito risultò positivo. Durante questa campagna divise l'esercito in due squadroni. Uno di questi, guidato dal figlio primogenito, Amonherkhepshef, si diede all'inseguimento dei guerrieri delle tribù di Shasu, attraverso il Negev. Conquistò in seguito la terra di Moab. L'altro schieramento, guidato da Ramses stesso, attaccò Gerusalemme e Gerico. I due squadroni si rincontrarono a Moab. Si estese così l'influenza egizia su quella regione. Furono sottomesse anche le città di Damasco e Upi.

### 1270 a.C. - 1261 a.C.
- c. 1268 a.C. - Ramesse tornò alla conquista dei territori che aveva perso dopo la battaglia con gli Ittiti. Si spinse così fino a Tunip, ben oltre Kadesh, ma i territori vinti furono sottomessi nuovamente dagli Ittiti.
- c. 1266 a.C.
  - Kudur-Enlil 25º re dei Cassiti e di Babilonia (III Dinastia Cassita)
  - Ammistamru II 5º re di Ugarit
- c. 1265 a.C. - Hattušili III 10º re Ittita del nuovo regno. Quarto e ultimo figlio di Muršili II. fu comandante delle forze militari ittite che nel 1274 a.C. posero fine alla campagna egiziana verso la Siria nella famosa battaglia di Kadesh. Hattusili, in qualità di governatore, riconquistò Nerik e divenne gran sacerdote del suo tempestoso dio. Hattusili e il faraone dell'Egitto Ramesses II siglarono per iscritto un trattato di pace basato sui modelli ittiti che, grazie alle riproduzioni sui monumenti egizi, è divenuto il più antico e meglio noto trattato di pace della storia, stabilendo una duratura relazione tra i due imperi rivali. Ramesse sposò una figlia di Hattusili, conosciuta con il nome egizio Maathorneferure. Anni dopo sposò una seconda principessa ittita.

### 1260 a.C. - 1251 a.C
- c. 1260 a.C. - Salmanassar I trasferisce la capitale da Assur a Kalakh, sul lago di Van (Armenia)
- c. 1257 a.C. - Ramesse stipula di un trattato di pace tra lui e Hattušili III, succeduto a Muršili III. Infatti, il re degli Assiri Salmanassar I stava minacciando il controllo politico sia degli Egizi che degli Ittiti. I due popoli decisero dunque di rappacificarsi. Il trattato, ritrovato sia nella versione egizia che in quella ittita, prevedeva un patto di non aggressione, il riconoscimento dei reciproci confini, regole sull'estradizione dei fuggitivi e un patto di mutua assistenza in caso di attacco da parte di terzi. Per suggellare questo accordo Ramesse sposò inoltre una principessa ittita, Maathorneferura, figlia di Hattusili. Il trattato, comunque, perse ben presto di importanza per l'Egitto, poiché arrivò una seconda ondata di popolazioni indoeuropee che travolse gli ittiti.
- c. 1256 a.C. - Shagarakti-Shuriash 27º re dei Cassiti e di Babilonia (III Dinastia Cassita)
- c. 1253 a.C. - Untash-uban 4º re di Elam (III Dinastia)

### 1250 a.C. - 1225 a.C.
- c. 1250 a.C.
  - Vicino Oriente
    - Ibiramu 6º re di Ugarit
    - il regno di Mitanni viene definitivamente incorporato nel regno assiro come provincia dal nome Hanilgalbat
    - Secondo il racconto biblico, in questo periodo dovrebbe avvenire il mitico Esodo degli Ebrei dall'Antico Egitto verso la Terra promessa.

  - Antico Egitto: in questo periodo si fa convenzionalmente risalire l'edificazione dell'tempio di Abu Simbel e del Ramesseum, ordinata da Ramesse.
  - Asia Minore: I Lidi, vassalli degli hittiti, si insediano in Lidia (Turchia centro-occidentale, nei pressi di Smirne)
  - Antica Grecia: Periodo di Troia VII (La distruzione della città di Troia VI dovrebbe essere avvenuta a causa di un terremoto.)
  - Italia: Insediamenti protoitalici in Italia settentrionale e centrale
  - Ucraina: Insediamento dei Cimmeri (guerrieri nomadi a cavallo indoeuropei) fino al 750 a.C. -Si sovrapporranno ai già preesistenti Sarmati e fonderanno un potentato nello stretto di Kerc
  - Perù: Cultura ceramica di Guanape (valle del Chichama e regione costiera a sud), fino all'850 a.C.
- c. 1248 a.C. - Dopo trent'anni di regno Ramesse dovette celebrare la cosiddetta "Festa di Sed " (o giubileo), evento nato con lo scopo di rinvigorire le forze del faraone.
- c. 1245 a.C. - Tukulti-Ninurta I 44º re dell'Assiria -Riportò la Capitale ad Assur, sconfisse gli Ittiti nella Battaglia di Nihriya durante la prima metà del suo regno. Più tardi sconfisse il re Cassita Kashtiliash IV, catturato e deportato ad Assur, occupò Babilonia e si assicurò supremazia su tutta la Mesopotamia. Dopo la ribellione in Babilonia, saccheggiò i loro templi e costruì una nuova città, Kar-Tukulti-Ninurta. Comunque i suoi figli gli si rivoltarono contro, alla fine fu assassinato e uno di loro, Ashur-nadin-apli, gli successe al trono. Dopo la sua morte, cominciò il declino del medio regno assiro.
- c. 1243 a.C. - Kashtiliash IV 28º re dei Cassiti e di Babilonia (III Dinastia Cassita) -Nel 1235 a.C., sarà sconfitto e fatto prigioniero dal re assiro Tukulti-Ninurta I, e Babilonia sarà da lui saccheggiata e conquistata. Dopo la sua cattura e deportazione, inizierà un breve periodo di dominio assiro in Babilonia.
- c. 1240 a.C. - Ramesse II intervenne anche nell'area libica per frenare i tentativi di infiltrazione delle tribù di quella regione verso il delta del Nilo. A questo scopo venne anche realizzata una linea di difesa fortificata che partendo dall'area costiera di Rakotis si estendeva fino all'odierna Marsa Matruh.
- c. 1237 a.C. - Tudhalia IV 11º re Ittita del nuovo regno -Tudhalia nacque nella corte del padre ad Ḫattuša dopo suo fratello e principe incoronato Nerikkaili ma ancora mentre il loro padre stava governando per conto del fratello Muwatalli II. Durante il suo regno, ben tredici dighe furono costruite dopo una grande siccità, una delle quali sopravvive ancora oggi nei pressi di Alacahöyük. Tudhalia dovette sopportare una severa sconfitta nella Battaglia di Nihriya contro gli Assiri.
- c. 1235 a.C. - Babilonia è governata dagli Assiri, fino al 1228 a.C.Il re assiro Tukulti-Ninurta assume il titolo di 29º re di Babilonia.
- c. 1234 a.C. - Teseo figlio di Egeo mitico 10º re di Atene. Sinecismo: la città di Atene si sviluppa per aggregazione dei villaggi vicini che diverranno demi di Atene. Il processo si completerà all'inizio del VI secolo
- c. 1233 a.C.
  - Umpatargal 5º re di Elam (III Dinastia)
  - Kidin-kutran 6º re di Elam (III Dinastia) -Tenta il saccheggio di Nippur nel 1230 a.C., sconfitto poi dagli Assiri-
- c. 1230 a.C. - Il re Elamita Kidin-kutran saccheggia Nippur, poi sconfitto da Re assiro Tukulti-Ninurta I
- c. 1228 a.C.
  - Enlil-Nadin-Shumi 30º re dei Cassiti e di Babilonia (III Dinastia Cassita) -Il re assiro Tukulti-Ninurta I concede l'indipendenza a Babilonia, sotto suo vassallaggio, che diventerà poi effettiva dal 1208 a.C.
  - Kadashman-Harbe II 31º re dei Cassiti e di Babilonia (III Dinastia Cassita) -Probabilmente un usurpatore, Re-fantoccio degli Assiri.
- c. 1225 a.C. - Enlil-Nadin-Apla 32º re dei Cassiti e di Babilonia (III Dinastia Cassita) -Probabilmente un usurpatore, Re-fantoccio degli Assiri.

### 1224 a.C. - 1201 a.C.
- c. 1224 a.C. - Adad-Suma-Iddina 33º re dei Cassiti e di Babilonia (III Dinastia Cassita) -Probabilmente un usurpatore, Re-fantoccio degli Assiri.
- c. 1221 a.C. - Agrone primo re della Lidia (1º Dinastia Eraclidi) - Presunta fondazione di Sardi
- c. 1220 a.C. - Niqmadu III 7º re di Ugarit
- c. 1219 a.C. - Adad-Suma-Ushur 34º re dei Cassiti e di Babilonia (III Dinastia Cassita) -Probabilmente un usurpatore, Re-fantoccio degli Assiri.
- c. 1213 a.C., 1º settembre - Merenptah (Amenophis) 264º Faraone- 4º della XIX Dinastia - Ramesse II morì a Pi-Ramesse dopo sessantasette anni di regno circa. La notizia si diffuse per tutto l'impero e il popolo cadde nella desolazione. Tredicesimo figlio di Ramesse II e della Grande Sposa Reale Isinofret salì al trono già anziano dopo aver ricoperto numerosi incarichi nell'esercito e nel cerimoniale. Durante il regno di Merenptah è documentata, scarsamente, una sola spedizione militare in oriente, spedizione volta a riportare sotto controllo alcuni signori locali che si erano ribellati all'influenza egizia. In relazione a questa spedizione è interessante il primo riferimento, di fonte egizia, ad Israele; infatti nella Stele d'Israele è detto ...Israele è desolata e non ha più seme (non possiede più discendenza ndr)....
- c. 1210 a.C. - Conquista della terra di Canaan da parte degli Ebrei, guidati da Giosuè
- c. 1209 a.C. - Arnuwanda III 12º re Ittita del nuovo regno. Figlio di Tudhalia IV, ascese al trono alla morte di questi. Morì giovane e gli succedette rapidamente il fratello Šuppiluliuma II.
- c. 1207 a.C.
  - Ashur-nadin-apli 45º re dell'Assiria -Figlio di Tukulti-Ninurta, durante il suo regno l'Assiria perse molto del suo potere.
  - Kallutush-inshushinak 7º re di Elam (III Dinastia)
  - Sutruk-nakhunte 8º re di Elam (III Dinastia) -Sotto il suo regno rifiorisce la potenza Elamita: l'Elam occupa il Dilmun (attuale Bahrain), il Magan (attuale Oman) e tutto il Golfo persico, con controllo di tutte le rotte commerciali. Infine comincia la sua conquista del regno Cassita di Babilonia.
  - Šuppiluliuma II 13º e ultimo re Ittita del nuovo regno -figlio di Tudhalia IV, fu l'ultimo re a noi conosciuto dell'Impero ittita. Egli governò dal 1207 a.C. al 1170 a.C. circa. Di lui abbiamo conoscenza grazie a due iscrizioni in Geroglifico. Esse riportano di guerre contro il vassallo ufficiale di Tarhuntassa e contro Alasiya di Cipro. Il regno ittita fu distrutto dall'invasione dei Popoli del Mare attorno al 1170 a.C. Secondo le registrazioni di Ugarit, la minaccia ebbe origine a occidente e i re ittiti chiesero aiuto al re Hammurabi II di Ugarit. Dopo la caduta, le tribù barbare controllarono gli Ittiti. Hattusas stessa fu distrutta, il suo sito originario occupato nuovamente da una fortezza Frigia dopo circa 500 anni.
- c. 1205 a.C. - Hammurabi II 8º re di Ugarit
- c. 1204 a.C.
  - Ashur-nirari III 46º re dell'Assiria -Successe a suo zio Ashur-nadin-apli. Molto più probabilmente era un limmu (funzionario assiro) usurpatore del trono.
  - Menesteo 11º re di Atene

### 1200 a.C. - 1196 a.C.
- c. 1200 a.C.
  - Vicino Oriente
    - Libano: Sviluppo della colonizzazione fenicia e loro indipendenza dall'Egitto. Sidone viene distrutta da incursioni dei popoli del Mare, i sopravvissuti fonderanno poi Tiro
    - Palestina: Periodo dei 12+2 Giudici biblici in Terra promessa (fino al 1022 a.C.) -Nell'ordine: Otniel, Eud, Samgar, Debora, Gedeone, Tola, Iair, Iefte, Ibsan, Elon, Abdon, Sansone, Eli, Samuele

  - Asia minore: Insediamenti di popolazioni Illiriche (protofrigi)
  - Antica Grecia
    - Invasione dei popoli del Mare sulle coste della Grecia e a Creta - Declino della civiltà micenea in Grecia. Distruzione dei palazzi di Pilo, Micene, Tirinto e Tebe ma non di Atene e Iolco. Nelle successive ricostruzioni si nota la presenza di strutture difensive (fortificazioni) soprattutto verso il mare.
    - Invasione dei Dori fino al Peloponneso
    - Inizio dell'Età oscura in Grecia: crisi dell'economia palaziale, scomparsa della scrittura, scomparsa del commercio su lunghe tratte, semplificazione della produzione di ceramiche, perdita delle capacità tecniche ed architettoniche con semplificazione dell'arte funeraria. Sviluppo di una società decentralizzata[3]. Durerà fino al X secolo a.C.

  - Italia
    - Fondazione di Trapani da parte degli Elimi (popoli del mare?). Contende con Cuma il primato di più antica città d'Italia
    - Insediamenti Protoilliri e protoveneti in Adriatico settentrionale, Penisola balcanica, Dalmazia, Creta, Puglia e Sicilia

  - Europa Centrale: Cultura celtica di La-Tène o dei campi d'urne: Il rito funebre della cremazione (tipicamente indoeuropeo) sostituisce progressivamente quello dell'inumazione (tipico della Civiltà mediterranea)
  - India: Inizio Periodo vedico II -Età del ferro, Periodo Mantra o Black and red ware culture- (fino al 900 a.C.)
  - Cina: Nell'Impero Shang è attestato l'uso del carro da guerra
  - Messico:
    - Inizio della civiltà Olmeca di San Lorenzo, nel Messico Centrale, fino al 900 a.C.
    - Inizio della civiltà mixteca, nel periodo preclassico medio in Mesoamerica

  - Perù: Culture ceramiche (irrigazione, coltivazioni a terrazzamenti, templi della valle di Rimac)
- c. 1199 a.C. - Seti II (Seti Meremptah) 265º Faraone- 5º della XIX Dinastia -Figlio di Merenptah e di Isinofret dovrebbe aver regnato per circa sei anni anche se il suo regno potrebbe essere stato inframmezzato a quello di Amenmose, altro pretendente al trono. Comunque in base alle datazioni dei monumenti sembra che al termine del suo regno Seti II avesse recuperato il pieno controllo dell'Egitto. I nostri dati non ci permettono comunque di stabilire se vi fu una vera e propria guerra civile o se si trattò di un confronto politico anche se è ragionevolmente accettabile supporre che Amenmesse non abbia mai avuto il controllo di tutto lo Stato ma solamente quello dell'Alto Egitto. Malgrado le traversie del suo regno Seti II esplicò una certa attività edilizia, restaurò ed ampliò alcuni monumenti, usurpando quelli eretti da Amenmesse ed anche da altri. Non sono documentate spedizioni all'estero.
- c. 1198 a.C. - Enlil-kudurri-usur 47º re dell'Assiria -Figlio di Tukulti-Ninurta I, il suo trono fu usurpato nel 1193 a.C. da un discendente di Adad-nirari I, Ninurta-apal-Ekur.
- c. 1196 a.C. - Data tradizionale della Guerra di Troia (secondo Tucidide). Inizio del Periodo di Troia VII -B1

### 1195 a.C. - 1181 a.C.
- c. 1193 a.C. - Tausert (Thuoris) 266º Faraona- 6º e ultima della XIX Dinastia -Grande Sposa Reale di Seti II, Tausert giunse al potere dopo aver tenuto, probabilmente, la reggenza in nome di Siptah. Alla morte di questi si attribuì prerogative e protocollo reali contando i propri anni di regno dalla morte di Seti II. Il regno di Tausert viene associato da Manetone alla guerra di Troia, infatti così riportano gli epitomatori:  ... che in Omero è chiamato Polibo, marito di Alcandra e nel cui tempo Troia fu presa, 7 anni.È probabile che il regno autonomo di Tausert sia durato un paio di anni.Tausert ricoprì anche la carica di Sposa del Dio, in riferimento ad Amon di Tebe, carica di notevole prestigio e con una grande valenza politica.
- c. 1192 a.C. - Ninurta-apal-Ekur 48º re dell'Assiria -discendente di Adad-nirari I, fu un usurpatore e anche l'ultimo re del I periodo del Medio regno assiro.
- c. 1191 a.C. - Periodo di anarchia in Antico Egitto, in cui sembra non ci siano stati Faraoni (fino al 1185 a.C.)
- c. 1189 a.C. - Mélisipah 35º re dei Cassiti e di Babilonia (III Dinastia Cassita) -re fantoccio degli Assiri
- c. 1185 a.C. - Sethnakht (mereramonra) 267º Faraone- 1º della XX Dinastia -Sethnakht fu il fondatore della XX dinastia. Non possediamo informazioni su come sia giunto al potere dopo il periodo di anarchia che segnò il termine della XIX dinastia. Il suo regno non dovrebbe essere durato più di un paio di anni oltre, forse, ad alcuni anni di regno in contemporanea alla regina Tausert.Grande Sposa Reale, e madre dell'erede, fu Tiy-Mereneset.
- c. 1182 a.C. - Ramesse III (Ramsete III) 268º Faraone- 2º della XX Dinastia -A Ramesse III viene attribuita una profonda riforma nella struttura dell'esercito che viene riorganizzato su corpi separati: fanteria, carri da guerra, mercenari, ausiliari, reparti di sussistenza. A questa riforma, ed al vasto impiego di truppe mercenarie (Libici, Sharden, Kehek) si devono attribuire le vittorie militari conseguite da Ramesse III negli anni di regno 5º, 8º, 11º; vittorie che permisero all'Egitto di tornare a ricevere, per un certo tempo, tributi provenienti dall'area del medio oriente e di poter continuare ad usare le miniere e le cave della penisola del Sinai. Malgrado gli sforzi per riportare l'Egitto alle passate glorie il regno di Ramesse III fu travagliato da disordini sociali (nel papiro Harris è citato il primo caso di sciopero di cui si abbia notizia) e da lotte dinastiche intestine alla famiglia reale, lotte che culminarono con l'assassinio dello stesso sovrano. Un papiro, conservato presso il Museo Egizio di Torino, e redatto probabilmente su mandato di Ramesse IV, figlio di Ramesse III, riferisce su di un complotto organizzato da una concubina dell'harem reale, Tiye, allo scopo di porre sul trono suo figlio Pentaur. Nell'intrigo vennero coinvolte ben sei concubine reali, sei ispettori e le loro mogli, due scribi della cancelleria ed il comandante dell'esercito in Nubia
- c. 1182 a.C. - Demofone 12º re di Atene
- Italia 
  - c. 1181 a.C. - Mitologica fondazione della città di Chieti ad opera di Pelasgi, o più probabilmente ad opera di popolazioni Osco umbre, e successivamente, col nome di Teate, capitale del popolo dei Marrucini.

### 1180 a.C. - 1171 a.C.
- c. 1180 a.C. - Ashur-dan I 49º re dell'Assiria -figlio di Ninurta-apal-Ekur, fu il primo re del II periodo del Medio regno assiro.
- c. 1178 a.C. - Nel 5º anno di regno di Ramesse III popolazioni provenienti dal deserto libico (Libu, Mashuash, Seped) giunsero a minacciare Menfi ed altre località del Medio Egitto ma furono sconfitte e ricacciate nel deserto.
- c. 1175 a.C.
  - Sutruk-nakhunte re di Elam sconfigge il re assiro Ashur-dan I e il suo vassallo cassita Mélisipah e si proclama re di Babilonia, Akkad e Eshnunna, collocandovi come governatore il figlio Kutir-nakhunte (8º re di Elam (III Dinastia) e di Babilonia (IV Dinastia))
  - I Filistei, popolazione appartenente ai popoli del Mare, si insediano sulla costa palestinese (da cui il nome della terra: Philistin=Palestina)
  - Nell'anno ottavo di regno di Ramesse III il pericolo venne da est: il movimento di genti, dette Popoli del Mare, composte da eserciti seguiti dalla popolazione su carri trainati da buoi, dopo aver abbattuto le difese hittite, distrutto le città di Karkemish e Ugarit, devastato la Palestina ed occupato Cipro, giunse alle porte dell'Egitto. Già trenta anni prima Merenptah aveva sconfitto le prime avanguardie dei Popoli del Mare composte da Peleset (Filistei), Thekker, Sheklesh, Sherden, Weshesh, Daduna. Ramesse III affrontò gli invasori su due fronti distanti tra loro, la fanteria ed i carri fermarono l'avanzata nel Sinai mentre le flotte avversarie vennero distrutte dopo essere penetrate nel dedalo di canali del delta del Nilo. Con molta probabilità, fu uno scontro decisivo; infatti di alcuni dei popoli coinvolti non vi sono citazioni posteriori ed altri cercarono altre terre ove insediarsi. Ai Peleset fu permesso di insediarsi sulla costa palestinese.
- c. 1174 a.C. - Mérodash-Baladan Ier 36º re dei Cassiti e di Babilonia (III Dinastia Cassita) -Probabile re fantoccio degli Elamiti (forse lo stesso Kutir-nakhunte o Sutruk-nakhunte?)
- c. 1171 a.C.
  - Kutir-nakhunte 9º re di Elam (III Dinastia) e di Babilonia (IV Dinastia)
  - Un ulteriore pericolo per l'Egitto giunse, durante l'11º anno di regno, ancora una volta dal deserto libico ed ancora una volta Ramesse III riuscì a respingere gli invasori.

### 1170 a.C. - 1151 a.C.
- c. 1170 a.C.
  - Distruzione dell'impero hittita a opera dei popoli del Mare (Danai, Achei, Filistei, Shardana)
  - Primi regni indipendenti in Frigia (Turchia centrale, presso Ankara)
  - Kunzi-Teshub, re del Karkemiš prese il titolo di "Grande Re" (dell'impero Hittita), essendo un discendente di Šuppiluliuma I.
  - Primo Sciopero della storia in Antico egitto: incrociarono le braccia i lavoratori del villaggio di Deir el-Medina preposti allo scavo ed alla decorazione delle tombe reali della Valle dei Re
- c. 1161 a.C. - Zabuba-Suma-Iddina 37º Re dei Cassiti e di Babilonia (III Dinastia Cassita) -Probabile re fantoccio degli Elamiti
- c. 1160 a.C.
  - Enlil-Nadin-Ahhe 38º e ultimo re dei Cassiti e di Babilonia (III Dinastia Cassita) -Probabile re fantoccio degli Elamiti
  - Debora (Bibbia) IV Giudice biblico e profetessa d'Israele (fino al 1121 a.C.). -Secondo il racconto biblico, ella convoca Barac e gli ordina di radunare un'armata raccolta dalla tribù di Neftali e la tribù di Zabulon per vincere i Cananei di Sisara, al servizio del re Iabin. Ella profetizza che l'onore di uccidere Sisara in persona non toccherà a Barac, ma ad una donna. Barac sconfigge le truppe di Sisara e questi si rifugia nella casa della donna Giaele. Giaele lo accoglie ma nel sonno lo uccide con un picchetto. Questa vittoria implica la sconfitta totale del re cananeo Iabin e la sua morte. La pace regna allora per 40 anni nella terra d'Israele.
- c. 1157 a.C.
  - Fine della dinastia cassita in Babilonia
  - Inizio della II Dinastia di Isin - Marduk-Kabit-Ahhe 1º re II Dinastia di Isin
- c. 1155 a.C. - Kutir-nakhunte re di Elam e Babilonia conquista la città di Uruk
- c. 1151 a.C. - Ramesse IV (Ramsete IV) 269º Faraone- 3º della XX Dinastia -Durante il regno di Ramesse IV vennero organizzate spedizioni nelle zone minerarie (Serabit el-Khadim nel Sinai e Uadi Hammamat), prova questa di una, almeno progettata, attività edilizia. Il tempio funerario, che almeno dallo studio delle fondazioni, avrebbe dovuto essere più imponente di quello del padre non fu mai realizzato. Durante il regno di Ramesse IV si ebbe un ulteriore rafforzamento del potere del potere del clero tebano, un primo profeta di Amon ricoprì, per un certo tempo, l'importante carica di visir ed ebbe il comando della spedizione allo Uadi Hammamat. Grande Sposa Reale di Ramesse IV fu Tentipet.

### 1150 a.C. - 1131 a.C.
- c. 1150 a.C. - Inizio del periodo di Troia VII -B2 (Troia è ricostruita da popolazioni provenienti dai balcani, probabilmente protofrigi o lidi)
- c. 1147 a.C. - Ossinte 13º re di Atene
- c. 1144 a.C. - Ramesse V (Ramsete V) 270º Faraone- 4º della XX Dinastia -Del breve regno di questo sovrano rimangono scarse tracce consistenti in una stele ed un'iscrizione. A questo periodo risale il Papiro Wilbour trattante questioni fiscali. Da quanto è possibile ricostruire l'Egitto vide, in questo periodo, aumentare l'instabilità interna anche in seguito a una grave crisi economica che potrebbe avere la sua causa nelle eccessive donazioni ed esenzioni fiscali nei confronti del potente clero tebano. Ramesse V ebbe due Grandi Spose Reali, Tauerettenru e Henutwati, ma nessun figlio. La sua tomba nella Valle dei Re (KV9) fu in seguito usurpata dal suo successore Ramesse VI.
- c. 1140 a.C. - Ramesse VI (Ramsete VI) 271º Faraone- 5º della XX Dinastia -Ramesse VI fu, con molta probabilità, un figlio di Ramesse III e quindi zio di Ramesse V, suo predecessore, morto dopo un breve regno senza lasciare eredi.
- c. 1139 a.C. - Itti-Marduk-Balatu 2º re II Dinastia di Isin
- c. 1135 a.C. - Afeida 14º re di Atene
- c. 1134 a.C. - Timete 15º re di Atene
- c. 1133 a.C.
  - Ninurta-tukulti-Ashur 50º re dell'Assiria -figlio di Ashur-dan I
  - Mutakkil-Nusku 51º re dell'Assiria -Usurpò il trono al fratello Ninurta-tukulti-Ashur
  - Ashur-resh-ishi I 52º re dell'Assiria -figlio di Mutakkil-Nusku
- c. 1132 a.C. - Ramesse VII (Ramsete VII) 272º Faraone- 6º della XX Dinastia -Durante il regno di Ramesse VII la situazione interna degenerò ulteriormente, aggravata da una carestia che causò l'aumento del prezzo del grano. Possediamo anche notizie di problemi ai confini orientali.
- c. 1131 a.C. - Ninurta-Nãdin-Sumi 3º re II Dinastia di Isin

### 1130 a.C. - 1121 a.C.
- c. 1125 a.C. - Melanto 16º re di Atene
- c. 1125 a.C.
  - Shilkakhin-shushinach 10º re di Elam (III Dinastia) e di Babilonia, fino al 1110 a.C. (IV Dinastia)
  - Nabucodonosor I 4º re II Dinastia di Isin e dal 1110 a.C. Re di Babilonia (V Dinastia) -attaccò direttamente l'Elam, provocando una prima significativa scossa con il primo attacco e arrivando alla capitale Susa con il secondo. Con questo recuperò anche la statua del dio Marduk, deportata da Babilonia, come simbolo della sua vittoria e affermazione del potere di Isin. Il sovrano segnò dunque la definitiva cacciata degli Elamiti e ristabilì la capitale a Babilonia, restaurando i confini classici del territorio babilonese. La battaglia è ben documentata da un kudurru (documento litico con cui il re assegna dei possedimenti a un funzionario). Nel testo si spiega anche la strategia applicata dal sovrano, che portò dalla sua parte i governatori locali della zona di confine tra la Mesopotamia e l'Elam. Tra i suoi epiteti vi sono "conquistatore di Amurru" e "saccheggiatore dei Cassiti", ognuno dei quali mostra una diversa vittoria su altre popolazioni confinarie: gli Aramei e i popoli dei monti Zagros. Lo scenario babilonese all'epoca di Nabucodonosor è ad ogni modo notevolmente diverso rispetto alle epoche precedenti: i confini sono ristretti; le relazioni con gli altri popoli, quali l'Egitto o Khatti, sono ormai scomparse; le vie di comunicazione inutilizzabili. Nello stesso periodo sono documentati anche diversi scontri con il regno Assiro, non molti conclusisi vittoriosamente per Nabucodonosor I, e dovuti in buona parte alla necessità di controllare le poche rimanenti vie di comunicazione. Nabucodonosor I promosse fortemente la sua immagine, vantandosi dei suoi successi militari, dell'attività edilizia, del suo carattere devoto e giusto, riallacciandosi anche a modelli paleo-babilonesi.
- c. 1123 a.C. - Ramesse VIII (Ramsete VIII) 273º Faraone- 7º della XX Dinastia -Ramesse VIII è un sovrano quasi del tutto sconosciuto. Non conosciamo a quale titolo salì al trono succedendo a Ramesse VII, morto senza eredi. Secondo alcuni autori si tratterebbe di un figlio di Ramesse III in quanto il suo nome compare in una lista di principi proveniente dalle rovine di Medinet Habu. Sappiamo però che i suoi successori lo considerarono alla stregua di un usurpatore.
- c. 1122 a.C. - Inizio del periodo Gija Joseon in Corea (storicamente più documentato del precedente leggendario periodo di Dangun (dal 2333 a.C.) - Primo re fu Gija, Principe imperiale cinese (dinastia Shang), che favorì l'importazione della cultura cinese e il relativo sviluppo del precedente Regno di Gojoseon.

### 1120 a.C. - 1101 a.C.
- c. 1120 a.C.
  - Gedeone (Bibbia) V Giudice biblico. -Secondo il racconto biblico, Dopo quaranta anni di pace apportate dalla vittoria di Debora e Barac contro i Cananei, gli israeliti si allontanano di nuovo dai comandamenti di Dio e, per castigo di Dio, sono attaccati dai Madianiti e dagli Amaleciti. Gedeone viene allora scelto da Dio per salvare il popolo e per allontanare l'idolatria. Avendo poca fiducia, Gedeone chiede innanzitutto un segno a Dio (ovvero un miracolo). L'angelo di Dio fa consumare la totalità del sacrificio offerto da Gedeone (un capretto e molti pani non lievitati) per mezzo di un fuoco sprigionato dalla roccia (cfr. Giudici 6,11-21[4]). Seguendo l'ordine divino, Gedeone distrugge di notte l'altare costruito nella città per onorare il dio Baal. Quando gli abitanti conoscono quello che ha fatto e vengono a reclamare che Gedeone sia consegnato a loro, suo padre Ioas interviene replicando che se Baal è un dio può difendersi da solo (cfr. Giudici 6,25-32[5]). Gedeone riunisce in seguito gli uomini della tribù di Manasse, della tribù di Aser, della tribù di Zabulon e della tribù di Neftali per combattere gli invasori di Madian e di Amalek. Domanda nuovamente un segno a Dio: far cadere la rugiada solamente su un vello di lana di pecora e lasciare il terreno attorno asciutto (cfr. Giudici 6,36-40[6]).
  - Ramesse IX (Ramsete IX) 274º Faraone- 8º della XX Dinastia -Ramesse IX, nei testi che ci sono pervenuti, onorò la memoria di Ramesse VI e di Ramesse VII ma ignorò del tutto il suo diretto predecessore Ramesse VIII. Durante i 18 anni di regno di Ramesse IX la situazione interna dell'Egitto permase precaria ed anche in Nubia si ebbero rivolte sedate solamente grazie all'intervento delle tribù dei Nehesy, da sempre alleate dell'Egitto. I testi riportano una sempre maggior presenza di genti di stirpe libica sia tra i lavoratori ma soprattutto come truppe mercenarie, non sempre affidabili quanto a comportamento. Una misura del disordine sociale può essere vista nel grave problema dei furti nelle necropoli reali, problema a cui Ramesse IX cercò di porre freno e di cui ci rimane documentazione in numerosi papiri processuali.
- c. 1115 a.C. - Tiglath-Pileser I 53º re dell'Assiria -Attraversò l'Eufrate conquistò il Karkemish, sconfisse i Mushki (i Meshech dell'Antico Testamento) arrivando fino al lago di Van e il resto degli Ittiti (anche quelli che cercavano di raggiungere il Mar Nero); avanzò, quindi, verso il Mediterraneo, assoggettando la Fenicia. Marciò, inoltre, due volte su Babilonia(dove la vecchia dinastia dei Cassiti era stata sconfitta da una degli Elamiti), assumendo il vecchio titolo di "re di Sumer e Akkad", sebbene non fosse mai riuscito a deporre il re babilonese (Nabucodonosor I) in carica.
- c. 1111 a.C. - Amenhotep, primo profeta di Amon, si fece rappresentare, in un rilievo, con la stessa statura del sovrano violando così l'ancestrale gerarchia iconografica e sottintendendo un'uguale dignità. Anche se in questo caso il potere reale fu ancora sufficiente per allontanare Amenhotep dal suo incarico, il fatto fu una riprova dello status quo per cui controllo di buona parte dell'Alto Egitto era nelle mani del clero tebano.
- c. 1110 a.C. - Shilkakhin-shushinach re di Elam è sconfitto da Nabucodonosor I di Isin, il quale conquista Babilonia e si proclama Re, con l'antica titolatura Sumerica.
- c. 1103 a.C.
  - Enlil-Nãdin-Apla I 5º re della II Dinastia di Isin e di Babilonia (V Dinastia)
  - Ramesse X (Ramsete X) 275º Faraone- 9º della XX Dinastia -Le poche informazioni in nostro possesso provengono da una serie di papiri di carattere giuridico conosciuti come papiro Abbott, papiro Amherst, papiro Meyer e da alcuni altri testi conservati presso il British Museum ed il Museo Egizio di Torino. Regina di Ramesse X fu Tyti che compare nei documenti ed iscrizioni con i titoli di Figlia di re, Sorella di re e Madre di re. La sua mummia non è stata rinvenuta.
- c. 1102 a.C. - l'Agìade Euristene e l'Euripontide Procle primi mitici re di Sparta. La Sparta dorica (che era ancora chiamata preferibilmente Lacedemone e più raramente con il nome prevalso in epoca moderna) ebbe origine per sinecismo, ossia riunendo almeno quattro villaggi distinti: Cinosura, Limne, Mesoa e Pitane. Questo fatto può spiegare in parte perché la città fosse governata da due re, di due diverse dinastie, la più antica, quella degli Agiadi, forse proveniente da Pitane, e quella degli Euripontidi, originaria di Limne o di Cinosura.[7]. Secondo la tradizione, i due lignaggi, gli Agìadi e gli Euripontidi discendevano rispettivamente dai gemelli Euristene e Procle, a loro volta discendenti da Eracle, che conquistò la città poche decine di anni dopo la conclusione della guerra di Troia.

### 1100 a.C. - 1091 a.C.
- c. 1100 a.C.
  - Kutelushin-shushinach 11º re di Elam e ultimo della III Dinastia. Successivamente, Elam perderà la sua indipendenza a favore di Babilonia.
  - Sviluppo del primo alfabeto fonetico presso i Fenici
  - Inizio del periodo Tardo Miceneo III in Grecia - Decadenza della civiltà micenea (Periodo submiceneo, fino a verso il 1015 a.C.).
  - Inizio del periodo detto Medioevo ellenico o dei secoli oscuri in Grecia: si apre con l'invasione dei Dori e il declino della civiltà micenea e si prolunga fino alla nascita delle poleis e all'età di Omero (VIII secolo a.C.). Attraverso l'evoluzione della decorazione nella ceramica dipinta, si distingue quindi un periodo "protogeometrico", che ha la sua conclusione con l'emergere di Atene come centro culturale, intorno all'875 a.C., e vede lo sviluppo di un nuovo stile ceramico, conosciuto come geometrico e l'avvento delle poleis. Vi furono vari fenomeni involutivi, quali un calo demografico drammatico, perdita della scrittura e delle tecniche architettoniche, povertà, ecc. In effetti i grandi palazzi micenei furono distrutti da incendi a Micene stessa, a Tirinto, a Pylos e a Tebe. Ad eccezione di Creta, non furono più intraprese grandi costruzioni in pietra e le grandi tombe collettive furono sostituite da tombe individuali, molto più modeste, o dal rito dell'incinerazione. La Lineare B sparì dovunque tranne che a Cipro. L'esempio di Atene si distacca tuttavia dagli altri: secondo la mitologia greca, infatti, Atene sfuggì alla regressione post-micenea poiché era stata il luogo dove si erano rifugiati i Neleidi, discendenti di Neleo, cacciato da Pylos, e in effetti la città conservò un'agricoltura e un'attività artistica di primo piano, di cui resta traccia nella sua ceramica protogeometrica. I "secoli oscuri" sembrerebbero oggi un periodo di cambiamento, più che di declino: apparvero nuovi culti e nuove pratiche rituali (in particolare l'incinerazione) e anche la polis greca non sembra più essere comparsa all'improvviso nell'VIII secolo e figura già in filigrana nei testi omerici.rovine di Utica (Tunisia)

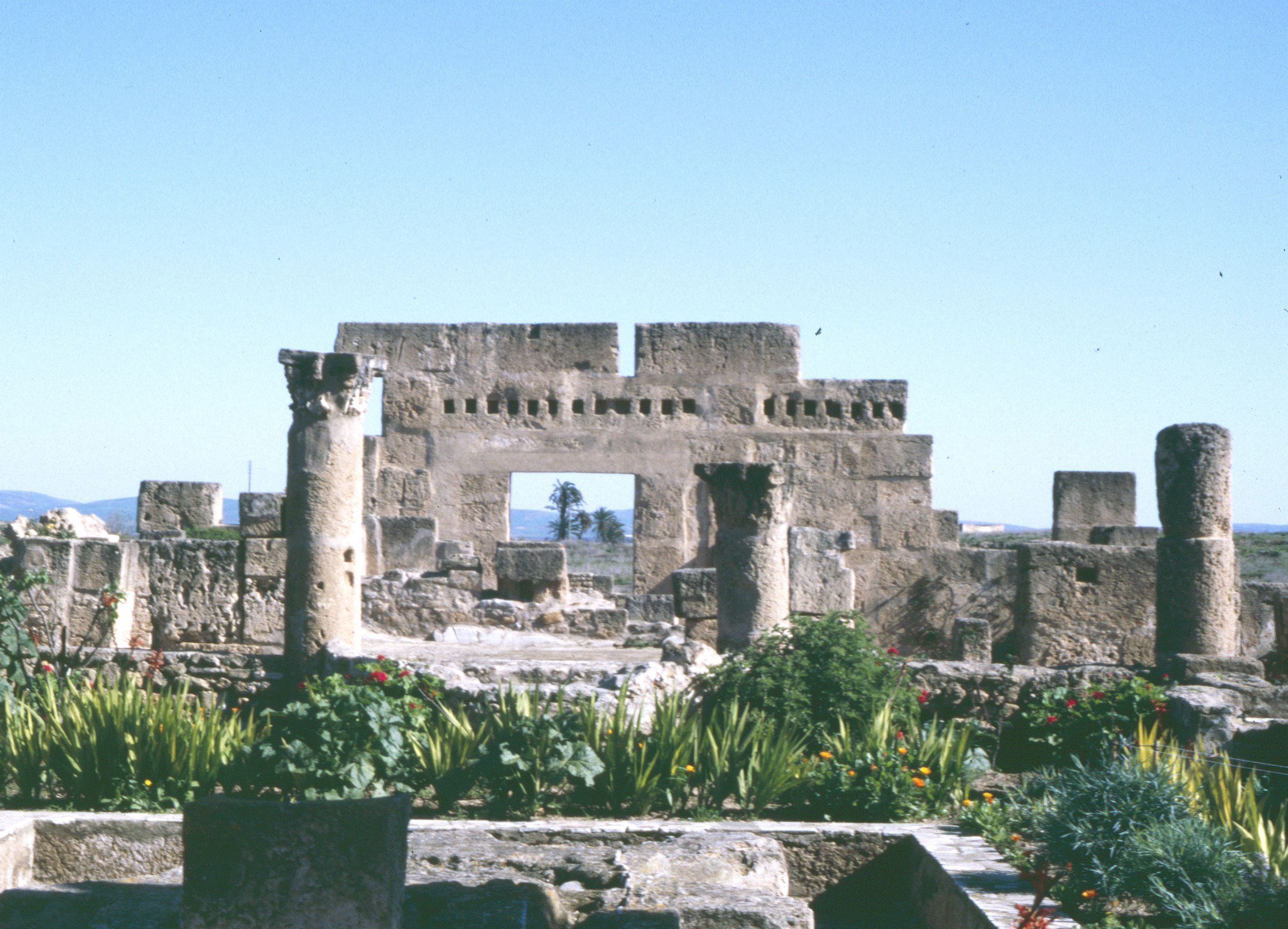
rovine di Utica (Tunisia)

  - In Spagna, Coloni Fenici di Tiro fondano sulla costa mediterranea le città di Gadir e di Utica.
- c. 1099 a.C.
  - In Egitto, Ramesse XI (Ramsete XI) 276º Faraone- 9º e Ultimo della XX Dinastia e del Nuovo Regno -Durante il lungo regno, 27 anni, di questo sovrano si ebbe la definitiva rottura dell'unità politica dell'Egitto con il distacco della regione intorno a Tebe. Quando Ramesse IX aveva sollevato dal suo incarico il primo profeta di Amon, Amenhotep, reo di essersi fatto raffigurare con le stesse dimensioni del sovrano, indicante quindi una pretesa pari dignità, questo atto aveva provocato disordini nel 17º distretto dell'Alto Egitto. L'ordine venne infine riportato grazie all'intervento del viceré della Nubia, Panehesi, che si insediò a Tebe iniziando a comportarsi però come un conquistatore e governando quelle terre come fossero un dominio personale. Tale situazione perdurava ancora durante il regno di Ramesse XI che, infine, affidò ad Herihor, un uomo probabilmente di origine libica che aveva raggiunto un'altissima posizione raccogliendo nelle sue mani una grande quantità di titoli e di incarichi, tra i quali quello di primo profeta di Amon, la missione di scacciare Panehesi da Tebe. Herihor, dopo aver costretto l'avversario a ritirarsi a sud della prima cateratta del Nilo, prese a comportarsi però in maniera assai simile a questi. Da altre fonti sappiamo anche che nelle regioni orientali del delta del Nilo ed in alcune oasi del deserto orientale fossero presenti principati semi-indipendenti governati dai discendenti delle popolazioni libiche entrate in Egitto al tempi di Ramesse III prima come prigionieri di guerra e poi come mercenari. Per Ramesse XI fu preparata, ma non completata, nella Valle dei Re, la tomba conosciuta come KV4. Non conosciamo però l'effettivo luogo di sepoltura del sovrano ne la sorte della sua mummia.
  - in Grecia, Alete, figlio di Ippote, primo re eraclide di Corinto, fino al 1061 a.C.[8]
- c. 1098 a.C. - Marduk-Nãdin-Ahhe 6º re della II Dinastia di Isin e di Babilonia (V Dinastia)

### 1090 a.C. - 1071 a.C.
- c. 1090 a.C. - Iefte VIII Giudice biblico. -Secondo il racconto biblico, Durante la guerra con gli Ammoniti, Iefte pronunciò un voto a Dio, promessa che avrebbe mantenuto se avesse vinto la battaglia: "Se darai nelle mie mani i figli d'Ammon, quando io ritornerò vincitore, chiunque per primo uscirà da casa mia per venirmi incontro, sarà del Signore e lo offrirò in olocausto". Iefte combatté e vinse. Al suo ritorno a Masfa gli si fece incontro la sua unica figlia, danzando per festeggiarlo. Appena la vide il padre, preso dalla disperazione, si lacerò le vesti. La fanciulla, turbata dal gesto chiese quale fosse il motivo di tanto lamento. Il padre le parlò quindi del voto fatto a Dio ed ella gli rispose soltanto di compiere quello che aveva promesso, ma di permetterle di trascorrere due mesi sulle montagne per piangere la sua verginità con le compagne. Trascorso il tempo la fanciulla fece ritorno a casa e si lasciò sacrificare dal padre.
- c. 1089 a.C. - Codro 17º ed ultimo re di Atene. Codro è considerato simbolicamente l'ultimo re di Atene. Da ora in poi i re saranno sostituiti dagli arconti, che però, almeno inizialmente, tennero a vita la loro carica, e possono quindi essere considerati a tutti gli effetti dei re.
- c. 1081 a.C.
  - In Egitto, si consumò La frattura definitiva con il potere centrale, nel 18º anno di regno di Ramesse XI, quando Herihor proclamò la Weehann-meswe (Ripetizione delle nascite), ossia l'inizio di una nuova era e cominciò a datare i suoi atti in base a questa. In precedenza solamente altri due sovrani egizi, Amenemhat I, della XII dinastia, e Seti I, della XIX dinastia avevano dichiarato la Ripetizione delle nascite. L'Egitto si trovò quindi ad essere governato da un sovrano, residente nella regione del delta del Nilo, nominalmente re dell'Alto e Basso Egitto con un potere limitato quasi solo al Basso Egitto e da un primo profeta di Amon, residente a Tebe, che pur senza dichiarare apertamente decaduto il sovrano, ne aveva usurpato titoli e prerogative. Comunque da varie testimonianze, tra cui il racconto Il viaggio di Unamon. risulta che nell'Egitto ancora nominalmente sotto il controllo reale il potere effettivo fosse nelle mani del visir del Basso Egitto Smendes (che salirà al trono dopo la morte di Ramesse XI dando vita alla XXI dinastia).
  - Dinastia dei primi profeti di Amon (fino al 770 a.C.) a Tebe. 21 Sovrani: Herihor, Payankh, Pinedjem I, Masuharte, Djedkhonsuefankh, Menkheperra, Nisubanebdjed, Pinedjem II, Psusennes III - Iuput, Sheshonq C, Iuwlot, Smendes III, Horsaset?, ..dju.., Nimlot II, Osorkon B, Horsaset (II), Takelot, Takelot III Durante il regno dell'ultimo sovrano della XX dinastia egizia, Ramesse XI, Herihor, dopo aver assunto il titolo di primo profeta di Amon presso il tempio di Tebe, rese tale titolo ereditario dando così vita a una dinastia parallela che governò la regione tebana durante parte del Terzo periodo intermedio in concomitanza con le dinastie XXI e XXII.
- c. 1080 a.C.
  - Marduk-Sãpik-Zari 7º re della II dinastia di Isin e di Babilonia (V Dinastia)
  - Le popolazioni nomadi degli Aramei invadono a più riprese Assiria e Babilonia, fiaccandone la resistenza
- c. 1076 a.C. - Asharid-apal-Ekur 54º re dell'Assiria (II Medio regno) -Figlio di Tiglath-Pileser I
- c. 1074 a.C. - Ashur-bel-kala 55º re dell'Assiria (II Medio regno) -Fratello di Asharid-apal-Ekur

### 1070 a.C. - 1061 a.C.
- c. 1069 a.C.
  - Hedjekheperra-setepenra (Smendes) 277º Faraone- 1º della XXI Dinastia e del Terzo periodo intermedio -salì al trono come successore di Ramesse XI, di cui era stato visir, forse grazie a una legittimazione dell'Oracolo di Karnak, ossia con l'appoggio del potente clero tebano. Soprattutto durante la prima fase del regno di questo sovrano i rapporti con Tebe furono decisamente buoni, Pinedjem I, divenuto primo profeta di Amon più o meno contemporaneamente alla salita al trono di Smendes, rinunciò, almeno inizialmente, ad attribuirsi la titolatura reale ed i documenti redatti nella capitale del sud cessarono di essere datati alla Ripetizione delle nascite.Durante il regno di Smendes si andarono accentuando i problemi con i principati semindipendenti, di origine libica, che si erano insediati nelle oasi del deserto occidentale, abitati dai discendenti delle popolazioni sconfitte da Ramesse III, e che avevano poi servito come mercenari nell'esercito.
  - Inizio del Terzo periodo intermedio dell'Egitto (fino al 656 a.C.)
  - Inizio della XXI dinastia egizia (fino al 945 a.C.), che aveva potere in Basso Egitto, e della dinastia dei primi profeti di Amon (fino al 770 a.C.), che avevano il potere in Alto Egitto, a Tebe. Durante la XXI dinastia, pur essendovi, almeno apparentemente, un solo re dell'Alto e Basso Egitto il potere fu diviso fra tre poli principali che però, a differenza di altri periodi di frammentazione, non furono, di norma, in conflitto tra loro ma anzi talvolta i loro governanti furono imparentati tra loro. Il sovrano ufficiale che esercita un potere effettivo sul Basso e Medio Egitto pose la sua capitale a Tanis nella regione del delta del Nilo.La regione Tebana fu governata, di fatto, dai primi profeti di Amon discendenti da Herihor. Taluni di questi pontefici assunsero anche titoli facenti parte della titolatura reale, senza però mai mettere in discussione il potere, nominale, del sovrano di Tanis. Un terzo polo di potere fu costituito dai principati semi-indipendenti, creatisi tra Medio e Basso Egitto, governati dai principi libici discendenti di quelle genti libiche che erano entrate in Egitto come prigionieri di Ramesse III. L'influenza nella regione palestinese, di fatto tributaria dell'Egitto durante il Nuovo Regno, si ridusse praticamente a nulla anche se rimasero attive le vie commerciali con Biblo e le altre città della Fenicia ed occasionalmente vennero effettuate spedizioni militari in difesa principalmente appunto delle rotte di commercio. Anche il controllo sulla Nubia cessò durante la XXI dinastia ed anche se alcuni tra i primi profeti di Amon si fregiarono ancora del titolo di "figlio del re di Kush" fu in maniera puramente formale.
  - Medonte 1º arconte a vita di Atene
- c. 1068 a.C.
  - Adad-Apla-Iddina 8º re della II Dinastia di Isin e di Babilonia (V Dinastia)
  - Il faraone Hedjekheperra-setepenra inviò una spedizione alle cave di Gebelein allo scopo di estrarre la pietra necessaria per eseguire lavori di restauro ad alcuni edifici di Luxor risalenti a Thutmose III.
- 1061 a.C. - in Grecia, Issione, figlio di Alete secondo re eraclide di Corinto, fino al 1023 a.C.[8]

### 1060 a.C. - 1051 a.C.
- c. 1060 a.C. - Sansone XII Giudice biblico. -Secondo il racconto biblico, si innamora di Dalila, e questa viene convinta con denaro a cercare di sottrargli il segreto della sua forza.
- c. 1059 a.C. - l'Agìade Agide I e l'Euripontide Soo re di Sparta. Agide I sarà il conquistatore della città di Elos a pochi chilometri da Sparta. Gli abitanti saranno ridotti in schiavitù e da Elos deriverà il termine Iloti
- c. 1058 a.C. - l'Agìade Echestrato e l'Euripontide Euriponte re di Sparta.
- c. 1056 a.C. - Eriba-Adad II 57º re dell'Assiria (II Medio regno) -Figlio di Ashur-bel-kala, regno solo 2 anni giacché il trono gli fu usurpato dallo zio Shamshi-Adad IV
- c. 1054 a.C. - Shamshi-Adad IV 58º re dell'Assiria (II Medio regno) -Fratello di Ashur-bel-kala-

### 1050 a.C. - 1047 a.C.
- c. 1050 a.C.
  - Assurnasirpal I 59º re dell'Assiria (II Medio regno) -regnò durante un periodo turbolento della storia assira, marcata da guerre e carestie con migrazioni dal deserto all'ovest. Succedette a suo padre, Shamshi-Adad IV e gli succedette il figlio Salmanassar II. Fu anche padre di un re successivo, Assur-rabi II.
  - Regno indipendente fenicio a Biblo: il primo sovrano fu Ahiram
  - Presa della città sacra di Silo da parte dei Filistei agli Israeliti, ai quali viene asportata anche l'Arca dell'Alleanza
  - A Creta, fine del III Periodo tardominoico o postpalaziale e della Civiltà minoica (probabilmente per invasioni di popolazioni di Dori).
  - Fondazione mitica di Cuma in Campania, secondo Girolamo
- c. 1049 a.C. - Acasto 2º arconte vitalizio di Atene

### 1046 a.C. - 1041 a.C.
- c. 1046 a.C.
  - Marduk-Ahhe-Eriber 9º re della II Dinastia di Isin e di Babilonia (V Dinastia)
  - Di Xin, l'ultimo re della dinastia Shang, si suicidò dopo la disfatta del suo esercito ad opera della Dinastia Zhou. Le leggende raccontano che la sconfitta fu dovuta al tradimento dell'esercito che si unì ai ribelli in occasione della battaglia decisiva-
  - Inizio della Dinastia Zhou occidentale in Cina -Il governo Zhou fu inizialmente instabile, nonostante la sottomissione di varie popolazioni barbare. Gli Zhou stabilirono la capitale a Zongzhou/Hao nella valle di Wei (Shanxi) e fondarono il loro potere su un sistema che viene definito spesso feudale, e che con termine cinese è chiamato Fēngjiàn zhìdù  (封建制度). Il territorio degli Zhou era formato da un insieme di piccole città-stato. Ufficiali e funzionari non venivano pagati, ma ricevevano doni dal re, spesso terre assegnate in modo semi-permanente.

- - Zhou Wuwang primo re della Dinastia Zhou occidentale in Cina (formò molti piccoli feudi che diede ai suoi fratelli e generali)
- c. 1045 a.C. - Marduk-zer 10º re della II Dinastia di Isin e di Babilonia (V Dinastia)
- c. 1044 a.C. - Neferkara-Hekauaset (Nepherkheres) 278º Faraone- 2º della XXI Dinastia -fu un sovrano scarsamente significativo, anche per la brevità del suo regno.
- c. 1042 a.C. - Zhou Chengwang 2º re della Dinastia Zhou occidentale in Cina (Stabilì la capitale a Luoyang, e represse una rivolta guidata dal fratello Chin. Durante il suo regno sarebbe stata introdotta la moneta in rame. Dunque in ragione di questo fatto, i Cinesi sono da ritenersi i veri inventori del sistema di pagamento monetario, contrariamente a quanto afferma la tradizione, che vuole che in Lidia (Asia minore) sia stata inventata la moneta).

### 1040 a.C. - 1031 a.C.
- c. 1040 a.C.
  - Samuele XIII e ultimo Giudice biblico. -si racconta che sua madre, Anna, è sterile. Si reca allora presso il santuario di Silo per pregare il Signore. Ne ottiene miracolosamente un figlio che chiama Samuele e che consacra al Signore, lasciandolo vivere presso l'anziano sacerdote Eli (Bibbia) nel tempio di Silo (cfr. 1 Samuele 1-2[9]). Ancora giovincello riceve la vocazione a diventare giudice e profeta in mezzo al popolo ebraico (cfr. 1 Samuele 3[10]). In seguito è lui che sceglie il primo re per il popolo ebraico Saul ed il suo successore Davide giocando un ruolo di primo piano nella nascita della monarchia in Israele.
  - Akheperra-setepenamon (Psusennes I) 279º Faraone- 3º della XXI Dinastia -figlio di Pinedjem I, primo profeta di Amon a Tebe e di Henuttaui, figlia del primo sovrano della XXI dinastia, Hedjekheperra-setepenra. Pur discendendo dalla dinastia dei primi profeti di Amon di Tebe cercò di contrastare il potere di questi ultimi soprattutto verso una sua possibile estensione al Basso Egitto e come risposta all'attribuzione di titoli regali da parte di alcuni primi profeti si dichiarò primo profeta di Amon a Tanis, fatto assolutamente inconsueto per un sovrano egizio anche se, almeno teoricamente, del tutto legittimo essendo il sovrano, in quanto Horo vivente, l'unico tramite tra gli uomini e gli dei e tutti gli altri sacerdoti solamente dei delegati del sovrano stesso. Anche se l'attività edilizia di Akheperra-setepenamon è riscontrabile anche a Luxor e Karnak ove fece erigere, come a Tanis, possenti muri di mattoni a protezione dei complessi templari, il suo potere effettivo si limitò al Basso Egitto e forse a parte delle regioni più settentrionali dell'Alto Egitto.La tomba di Akheperra, rinvenuta a Tanis nel 1940 è una delle poche sepolture reali giuntaci quasi intatta.
- c. 1033 a.C. - Nabu-Sum-Libur 11º e ultimo re della II Dinastia di Isin e di Babilonia (V Dinastia)
- c. 1031 a.C. - Salmanassar II 60º re dell'Assiria (II Medio regno) -Figlio di Ashurnasirpal I.

### 1030 a.C. - 1011 a.C.
- c. 1025 a.C. - Simbar-Shipak 1º re della Dinastia del Paese del Mare e di Babilonia, vassalli dei re di Assiria (V Dinastia)
- c. 1024 a.C. - l'Agìade Leobate e l'Euripontide Pritanide re di Sparta.
- c. 1023 a.C. - in Grecia, Agelao, figlio di Issione terzo re eraclide di Corinto, fino al 986 a.C.[8]
- c. 1022 a.C. - Saul Primo re di Israele -Secondo la narrazione del libro di Samuele, Saul si era recato da Samuele a Rama per consultarlo, ed il sacerdote lo unse segretamente come Re, per ispirazione di "Yahweh". In seguito Saul condusse una campagna militare vittoriosa contro gli Ammoniti, confermandosi così nel favore popolare e nella carica. Nella successiva guerra contro i Filistei, Saul con la propria condotta aggressiva, disgustò l'anziano Samuele, che si allontanò da lui. La guerra fu vinta per l'audace imboscata di Gionata, figlio prediletto del Re, contro il campo filisteo. Nella successiva guerra contro gli Amaleciti, Saul si rifiutò di obbedire al comando di Samuele di distruggere completamente la popolazione e di giustiziare il loro re Agag. Secondo la narrazione del libro di Samuele, questa disobbedienza spinse Samuele stesso a rimuovere l'unzione di re da Saul, a smettere di esserne consigliere e a ungere segretamente, come nuovo re, Davide. Tuttavia la successione non avvenne che diversi anni dopo. Davide giunse a corte come arpista, per alleviare le sofferenze del re, che, dopo la perdita dell'unzione regale si sentiva perseguitato da uno spirito malvagio. Nella successiva guerra contro i Filistei, Davide ottenne un grande successo sconfiggendo Golia, il campione dell'esercito nemico, ed ottenendo così la vittoria nella battaglia di Gat. Nella successiva guerra contro i Filistei, Samuele predisse la sconfitta degli israeliti, ma Saul mosse ugualmente battaglia a Ghilboa, dove venne duramente sconfitto e perse la vita assieme a tre dei suoi figli, incluso Gionata. La narrazione biblica ne descrive il suicidio nelle ultime fasi dello scontro.
- c. 1021 a.C. - Zhou Kangwang 3º re della Dinastia Zhou occidentale (continuò la politica del padre espandendo il regno a nord ed est: Il suo regno fu prospero.)
- c. 1019 a.C. - Ashur-Nirari IV 61º re dell'Assiria (II Medio regno) - Figlio di Salmanassar II.
- c. 1013 a.C.
  - Ashur-Rabi II 62º re dell'Assiria (II Medio regno) -Figlio minore di Salmanassar II.
  - Archippo 3º arconte vitalizio di Atene

### 1010 a.C. - 1001 a.C.
- c. 1007 a.C.
  - Ea-Mukin-Zari 2º re della Dinastia del Paese del Mare e di Babilonia, vassalli dei re di Assiria (V Dinastia)
  - Kassu-Nãdin-Ahhe 3º e ultimo re della Dinastia del Paese del Mare e di Babilonia, vassalli dei re di Assiria (V Dinastia)
- c. 1004 a.C.
  - Eulma-Sãkin-Sumi 1º re della VI Dinastia di Babilonia, vassalli di Assiria
  - Davide 2º re di Israele -L'episodio biblico più famoso riguardante Davide è quello dello scontro con Golia, il gigante filisteo che terrorizzava e insolentiva gli ebrei, sfidandoli a duello. Dopo quaranta giorni Davide accettò la sfida e riuscì, grazie all'aiuto di Dio, ad avere la meglio sulla forza, tramortendo Golia con un sasso lanciato da una fionda e poi decapitandolo con la spada del gigante. La vittoria lo rese popolare presso gli ebrei e gli valse l'amicizia di Gionata, figlio del re Saul. Successivamente Davide sposerà la figlia del re, Micol.La crescente fama di Davide ingelosì Saul che tentò di ucciderlo con una lancia. Davide fuggì, conducendo una vita da bandito e chiedendo anche ospitalità ad Achis re dei Filistei. Davide venne poi eletto re di Giudea e, dopo la morte del successore di Saul, anche d'Israele. In questa veste conquistò Gerusalemme, diede impulso allo sviluppo della città, preparò la costruzione del tempio per l'arca dell'alleanza, e condusse vittoriose e spietate guerre contro le popolazioni nemiche (Filistei, Ammoniti, Moabiti, ecc). Nell'ultima parte della vita Davide, pur avendo un numeroso harem, si invaghì di Betsabea, moglie del suo ufficiale Uria l'Ittita. Per non avere intralci lo fece morire mandandolo a combattere in guerra (2Sam, 11). Il pentimento di Davide per questa azione, dopo che il profeta Natan gli avrebbe rimproverato la sua colpa (2Sam, 12), sarebbe all'origine del Miserere, uno dei più famosi Salmi. Tragica fu anche la fine del figliastro Assalonne che sarebbe stato ucciso dopo essersi rivoltato contro di lui. Alla morte del re gli sarebbe successo al trono il figlio Salomone, avuto da Betsabea.

## Cronologie
| Cronologia precedente: Cronologia della storia antica (2000 a.C. - 1501 a.C.) | Cronologia corrente: Cronologia della storia antica (1500 a.C. - 1001 d.C.) | Cronologia seguente: Cronologia della storia antica (1000 a.C. - 501 a.C.) |